# Biserica unitariană din Maiad

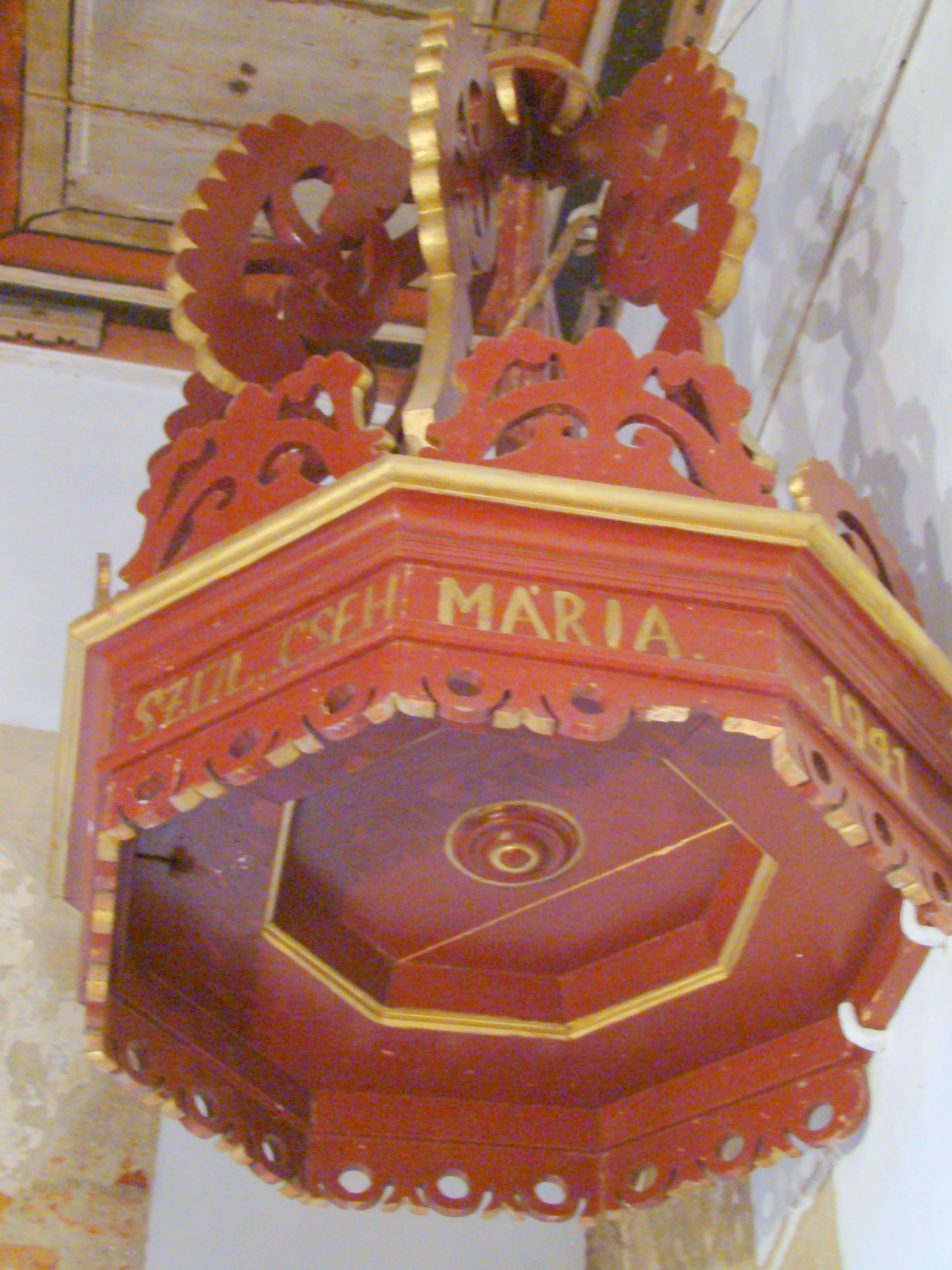
Coronamentul amvonului

Biserica unitariană din Maiad este un monument istoric aflat pe teritoriul satului Maiad, comuna Gălești. În Repertoriul Arheologic Național, monumentul apare cu codul 116910.01.

## Localitatea
Maiad (în maghiară Nyomát) este un sat în comuna Gălești din județul Mureș, Transilvania, România. Prima atestare documentară este din anul 1513, sub numele de Monyath.

## Biserica
Locuitorii satului erau catolici, dar după Reforma protestantă congregația a fost împărțită între reformați și unitarieni. În urma deciziei din 1634, unitarienii, majoritari, au primit biserica medievală, în timp ce reformații au construit lângă ea o biserică de lemn.
Biserica este situată în mijlocul satului, o clădire din secolul al XIV-lea, orientată est-vest, cu sanctuar semicircular. La sud-vest de biserică există clopotniță din lemn, construită în secolul al XVIII-lea.
Interiorul bisericii era acoperit cu fresce, dintre care astăzi există doar fragmente pe pereții de est și sud ai navei. Nava este acoperită cu un tavan din lemn casetat din secolul al XVIII-lea (1735), cu următoarea inscripți pe caseta din mijloc: „Hoc opus sic bonum et acceptu[m] cora[m] salvatore nos[t]ro Deo. 1 Tim. 2.w 3. Votum Parochi Joh[annis] Halmagyi et curat[o]r[is] Georgii Markodi Civiumque Eccl[esiae] Peth[ri] Nagy, S. Mich[aelis] Sos, Andr[ea?] Kadar, Peth[ri] Nagy I Georgii Killyen, Nicolai Kovacs, Georg[ii] Cseh, Martini Csaki, Relictae Petri Jakab.”
Există un arc de triumf semicircular între navă și sanctuar, pe peretele de nord al căruia se află un parapet din zidărie, care poartă inscripția:  „Az egy igaz Isten és a Jézus Krisztus tiszteletére tsináltatta Szombatfalvi Georgy A. D. 1695 Die 18 May”.

## Imagini din exterior

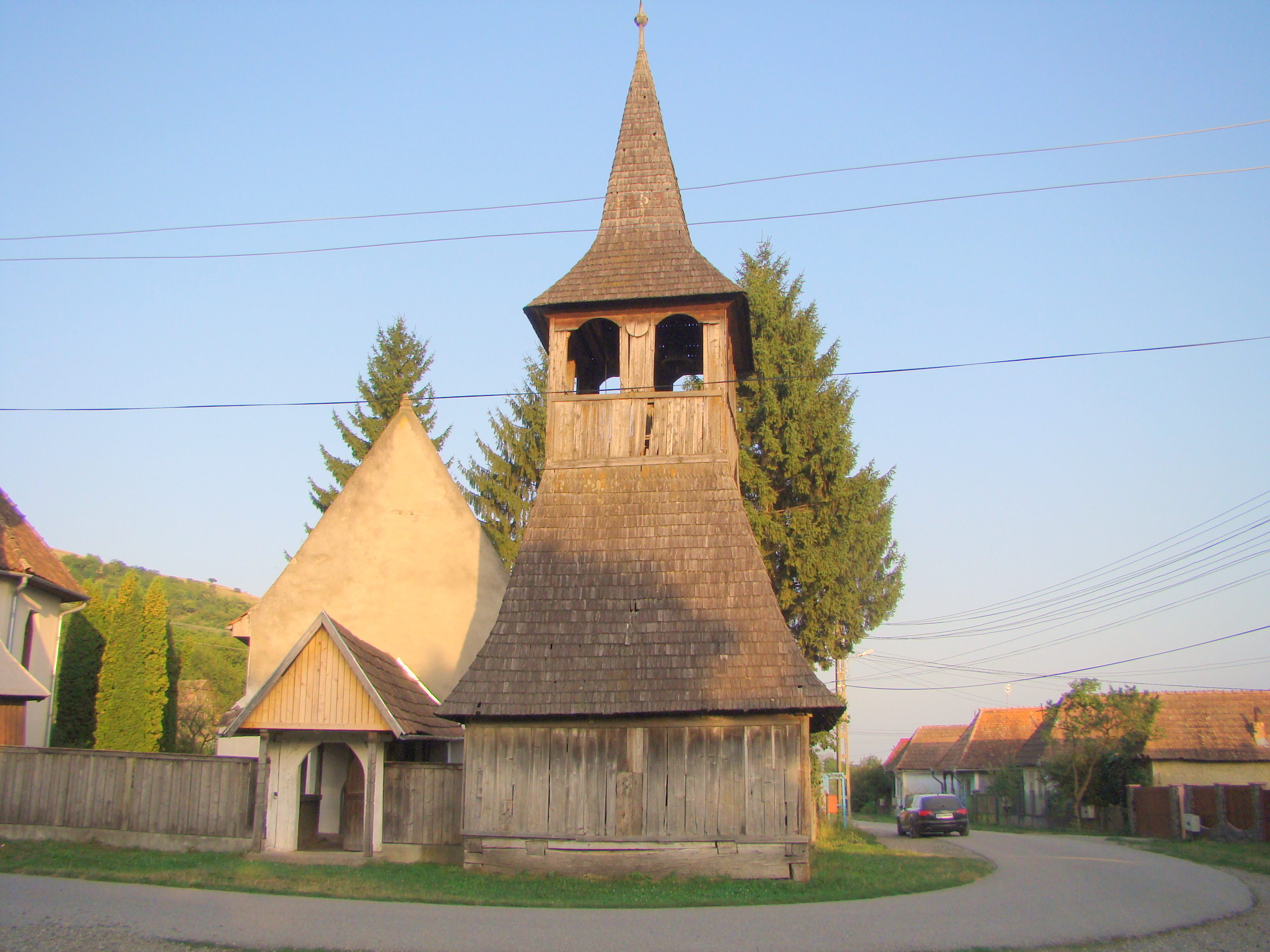
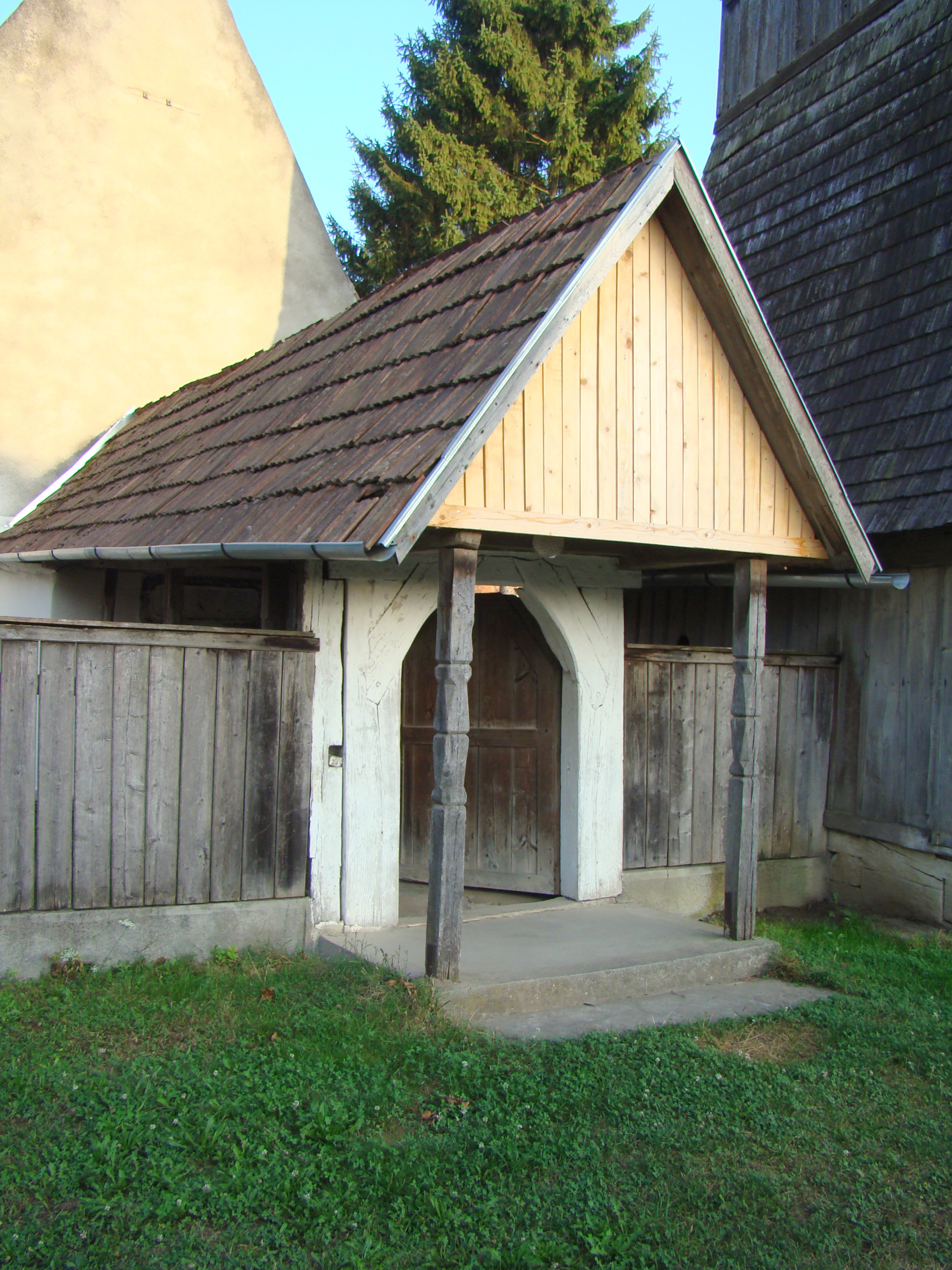
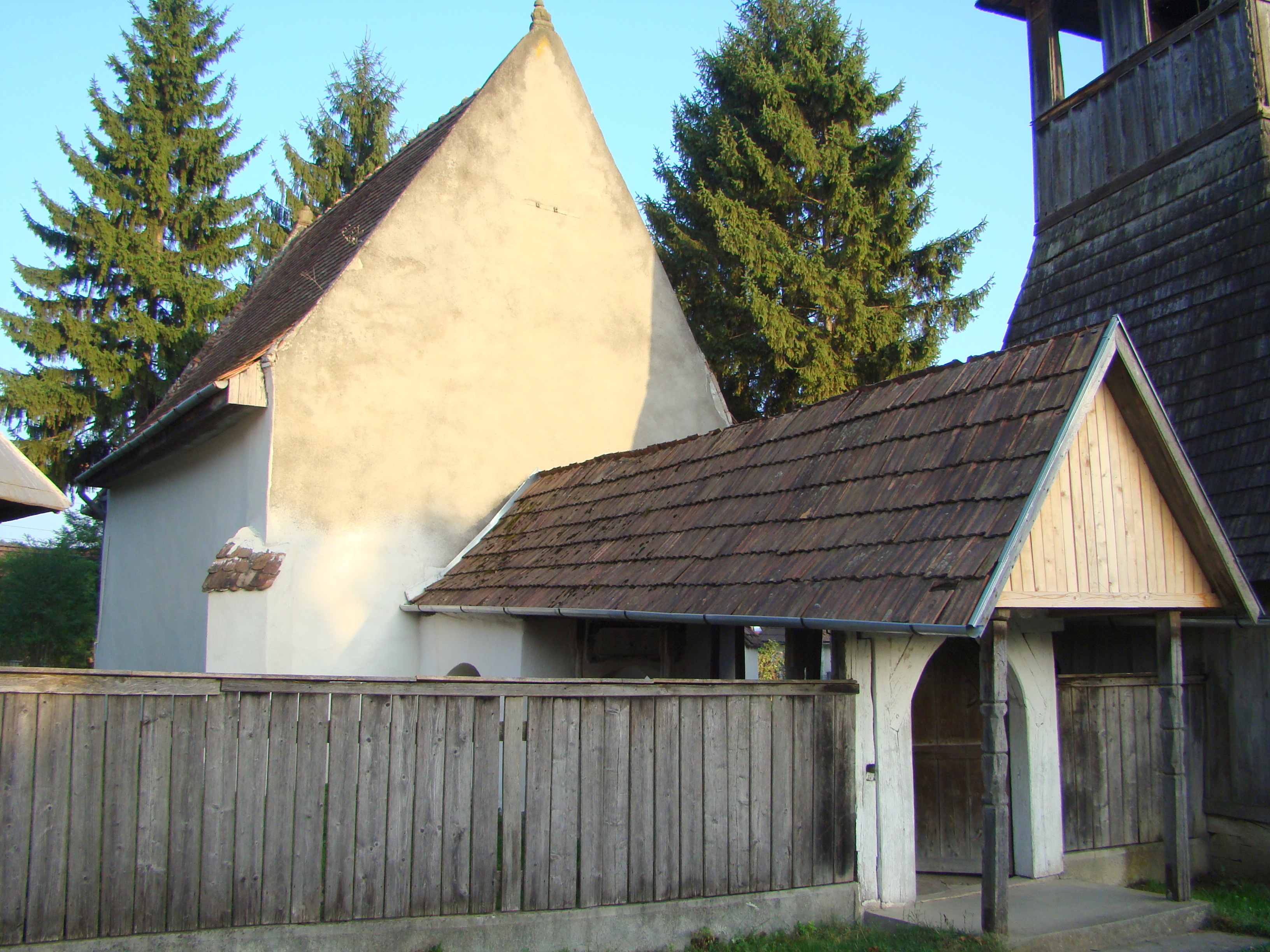
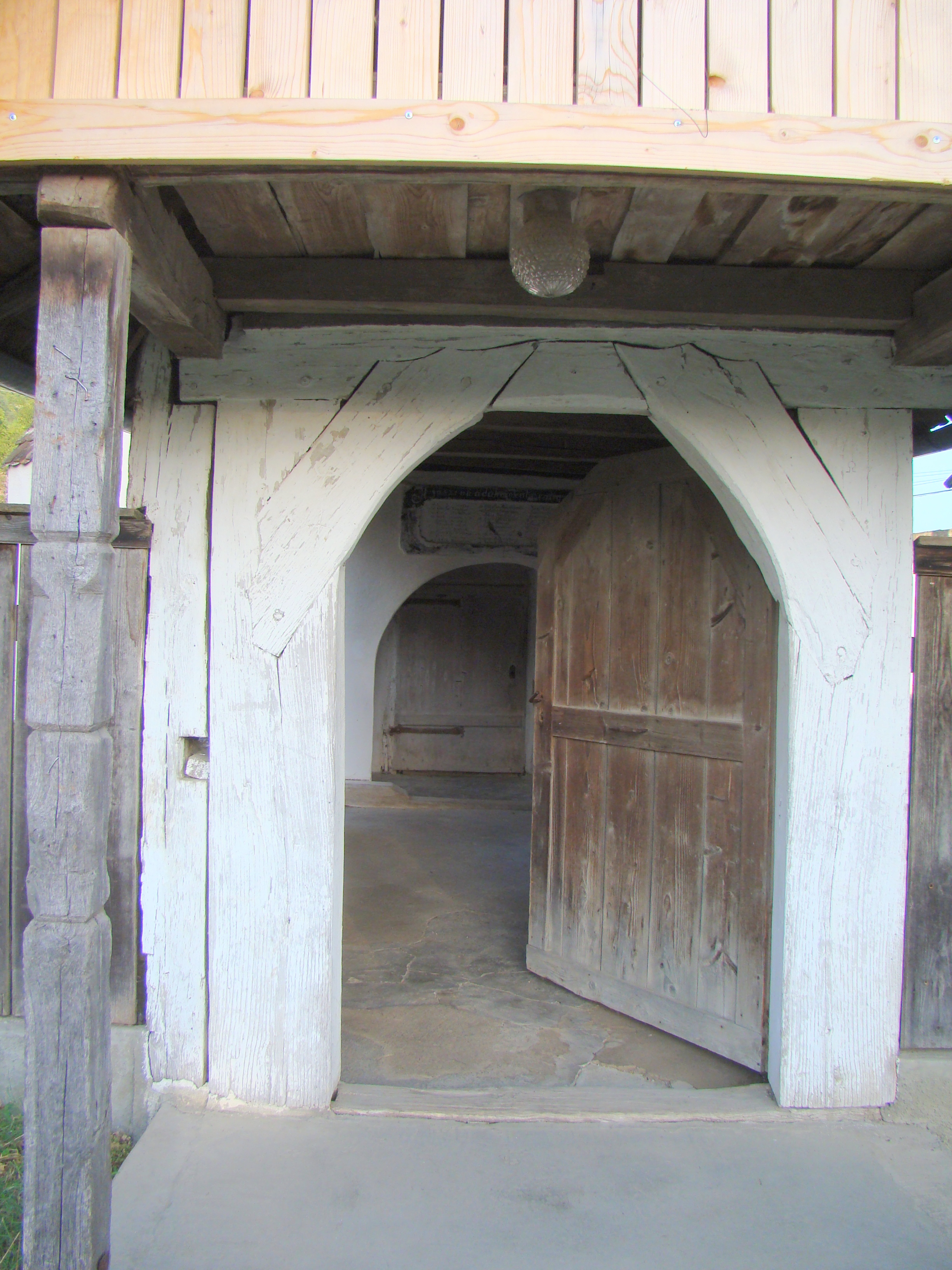
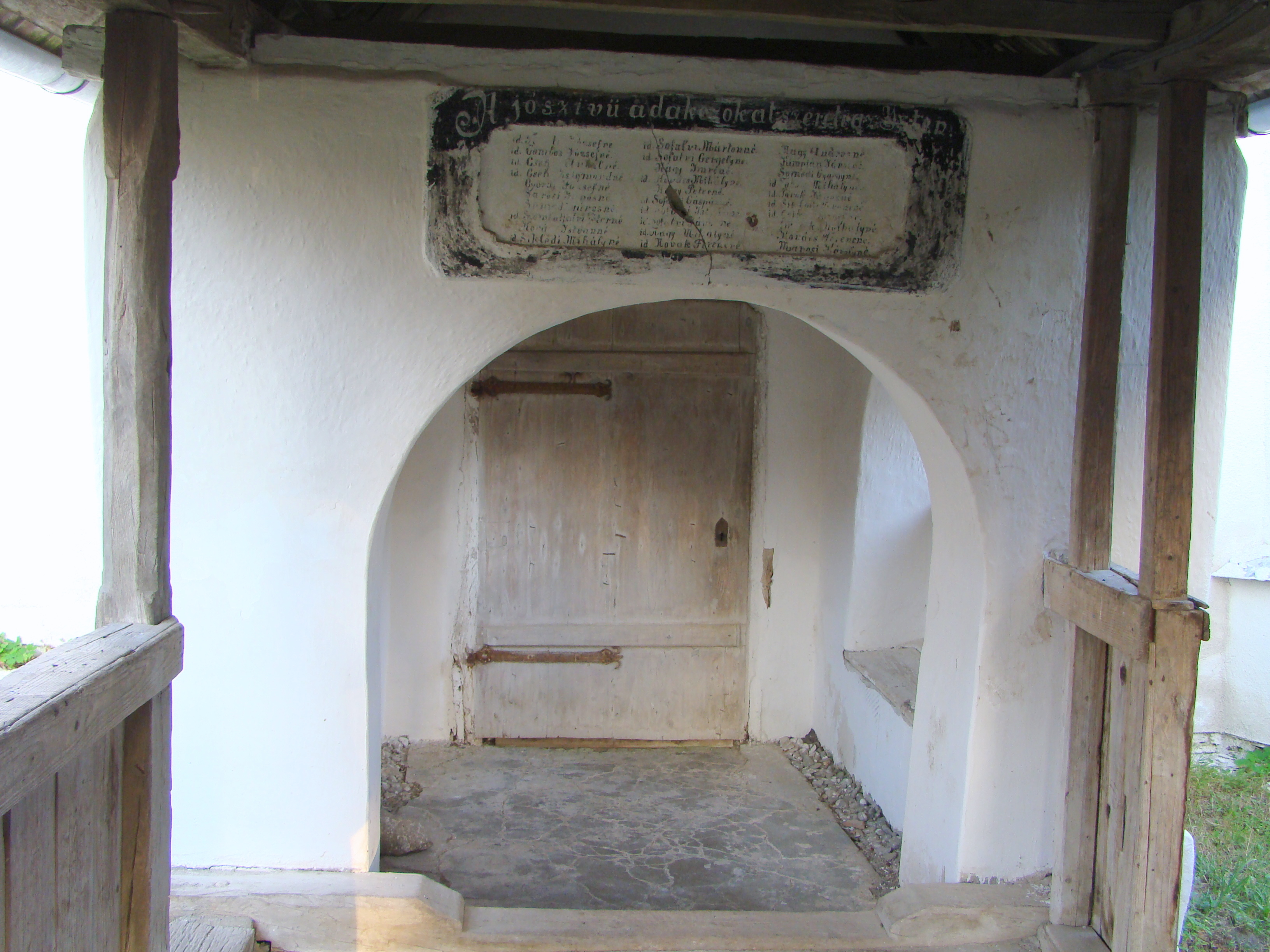
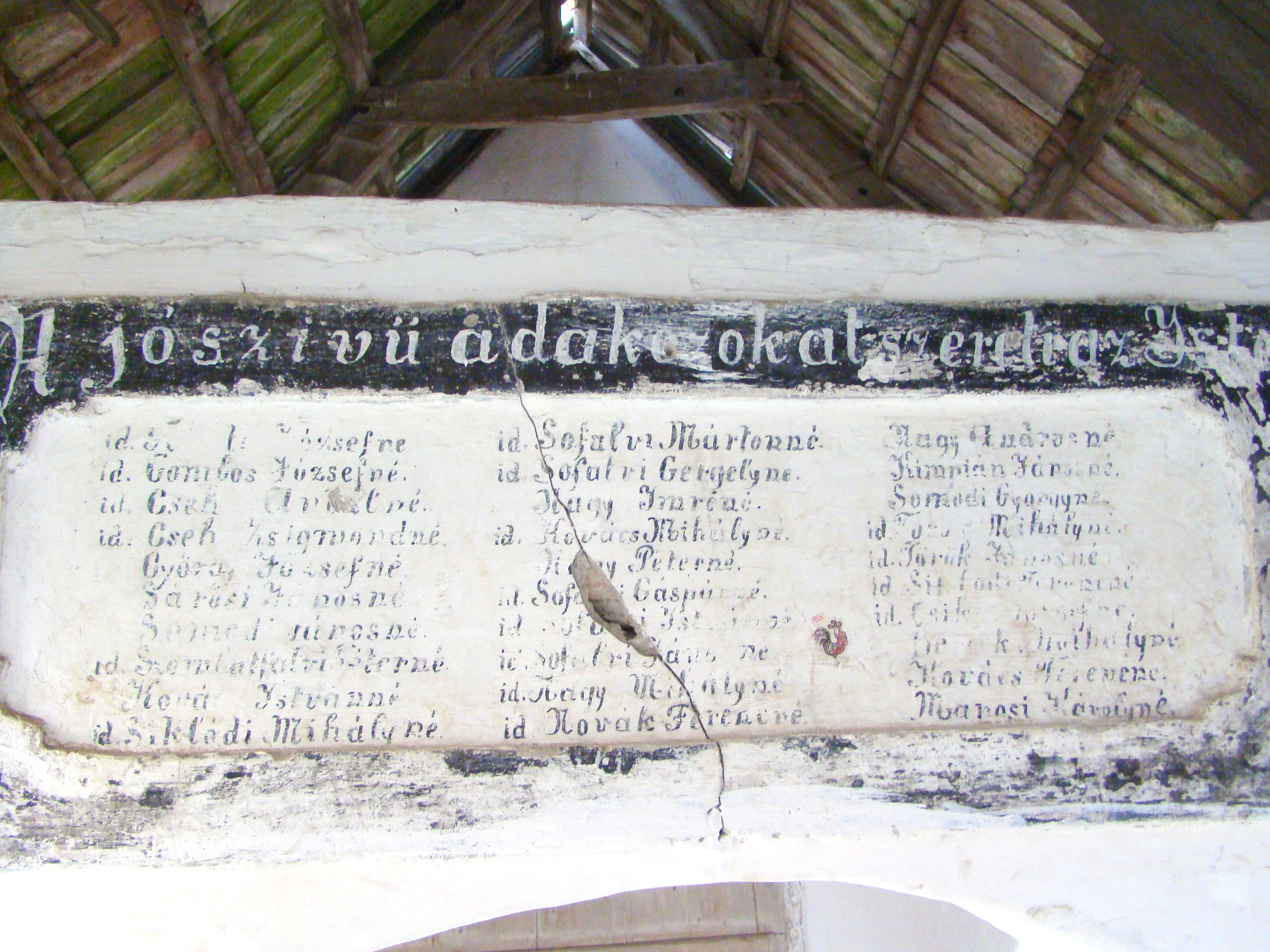
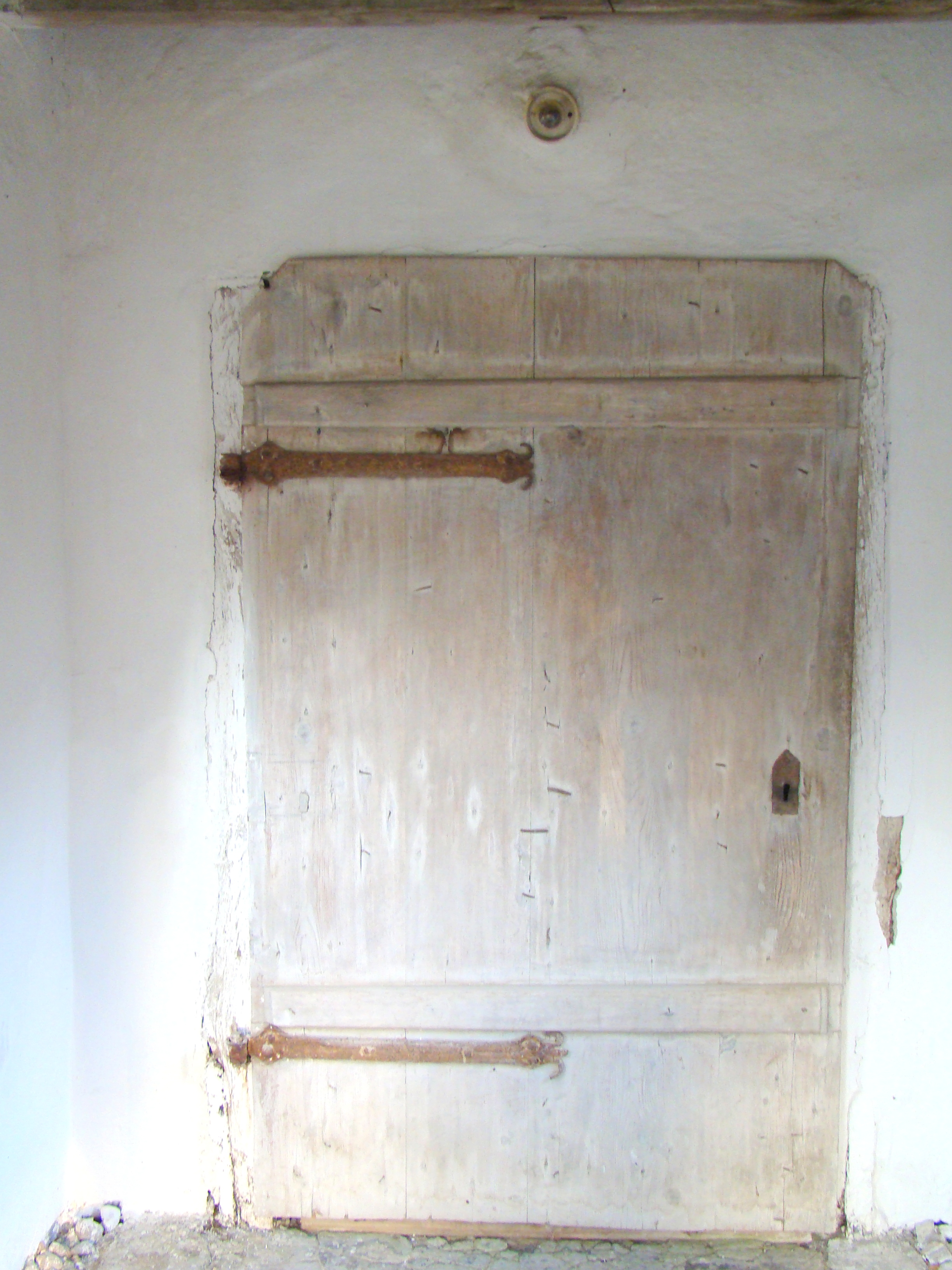
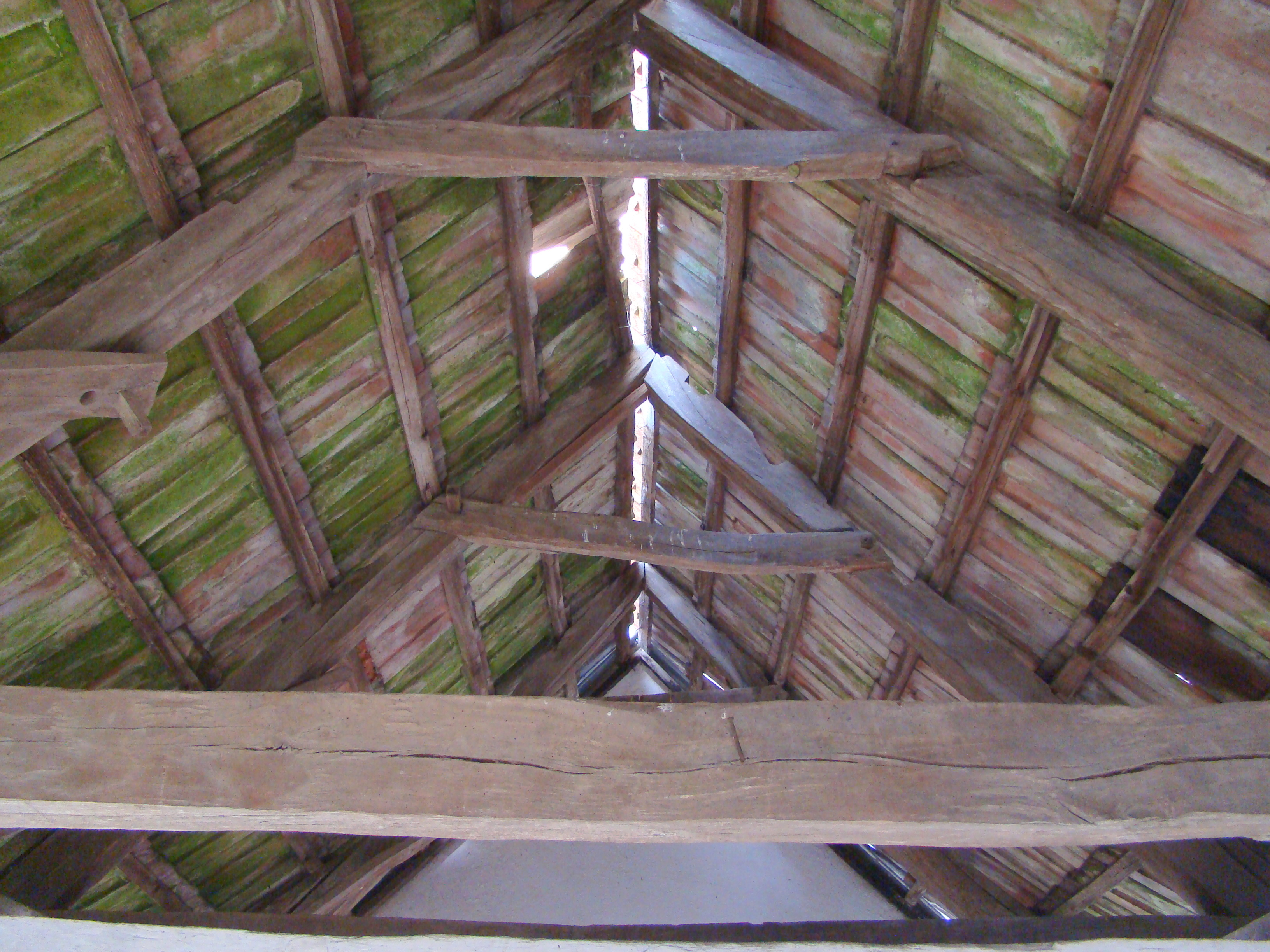
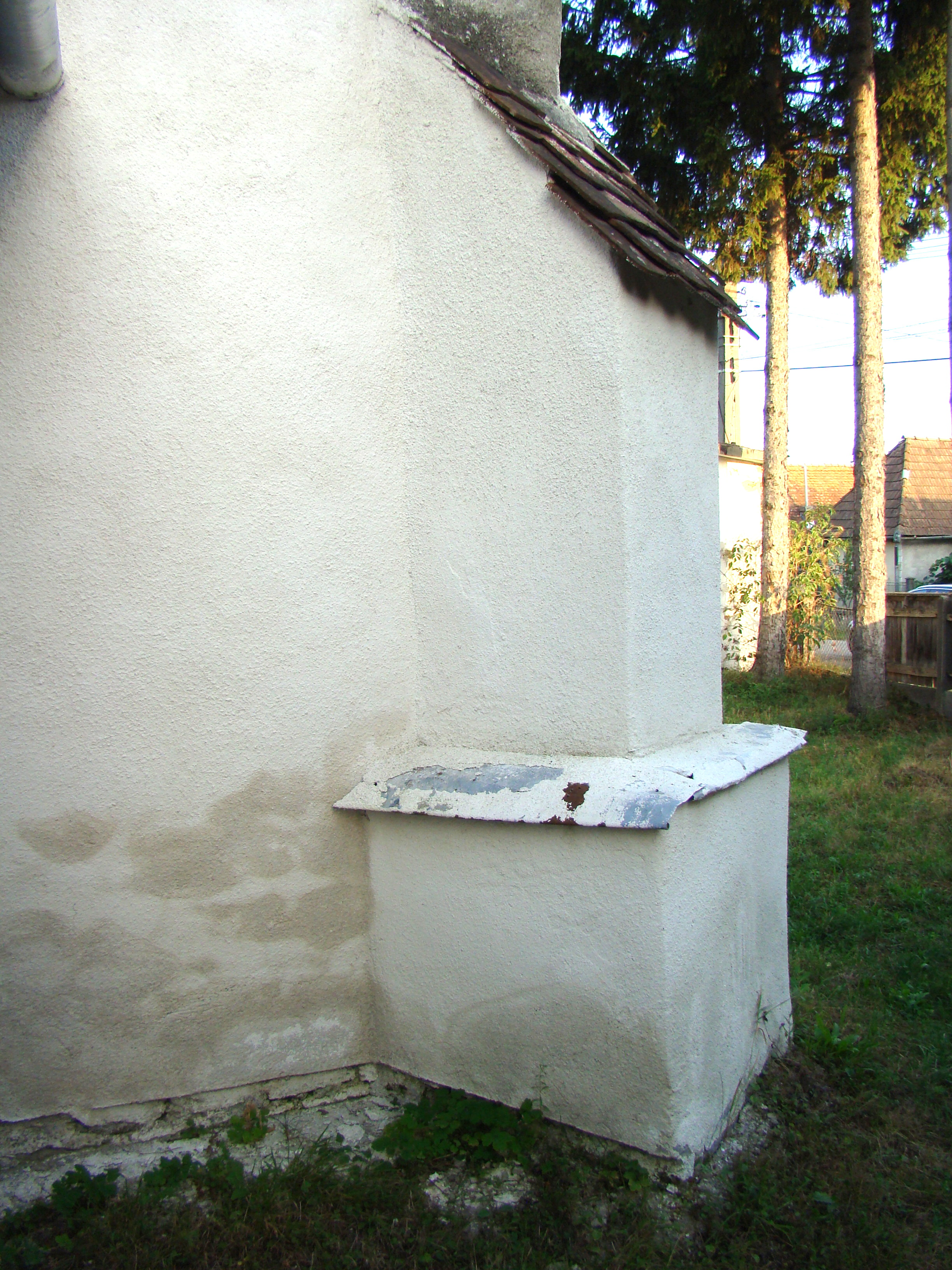
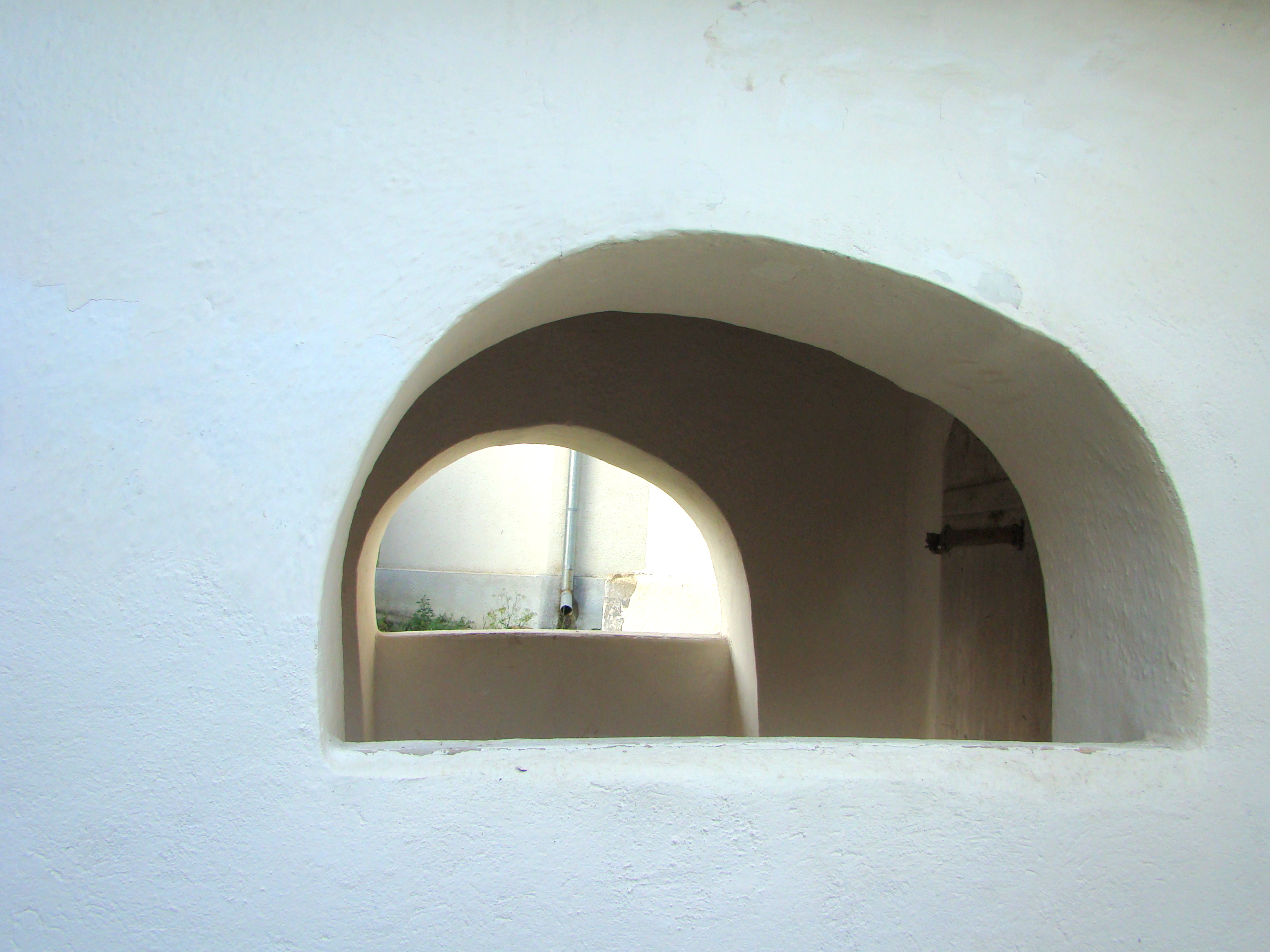
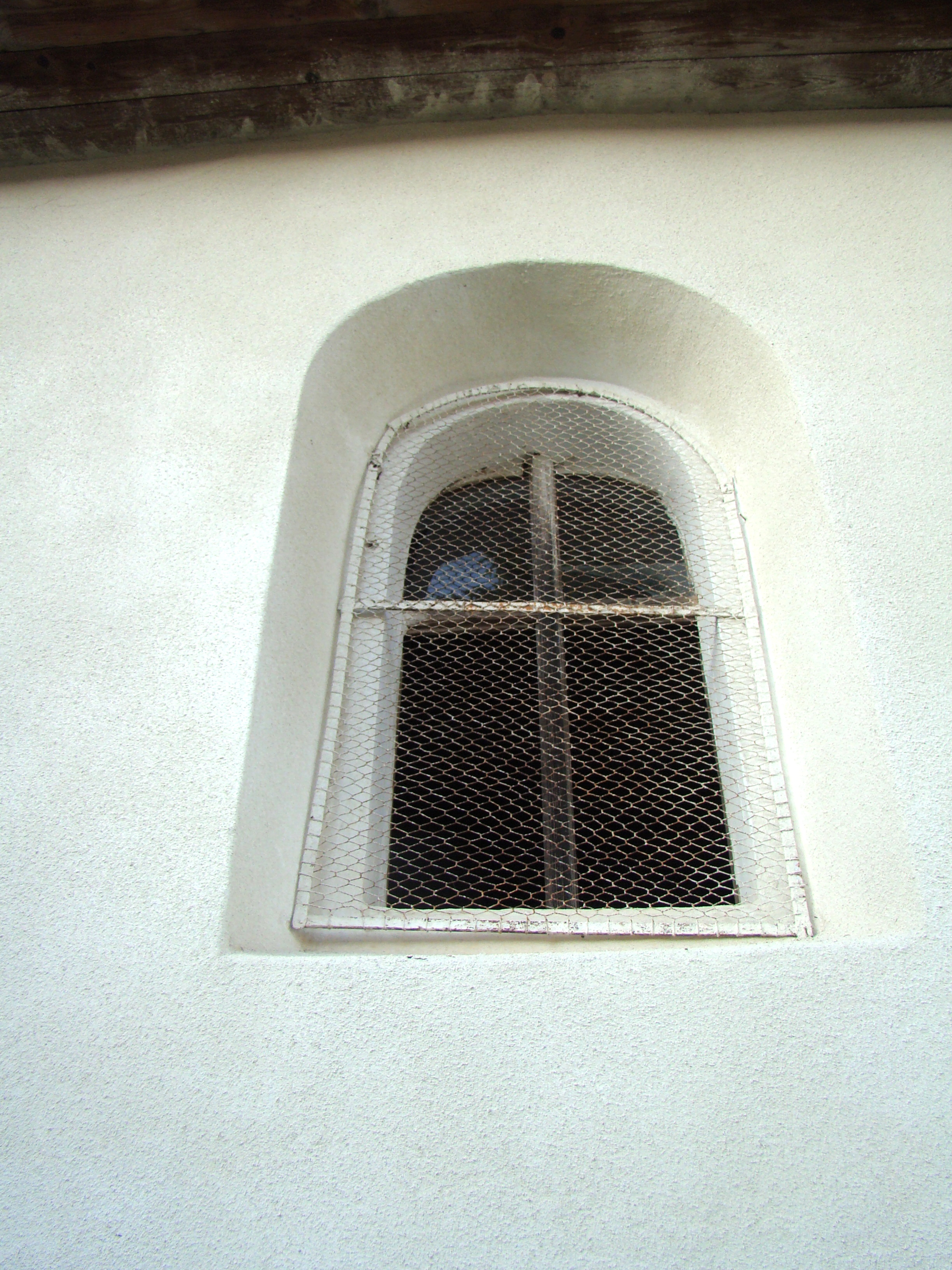
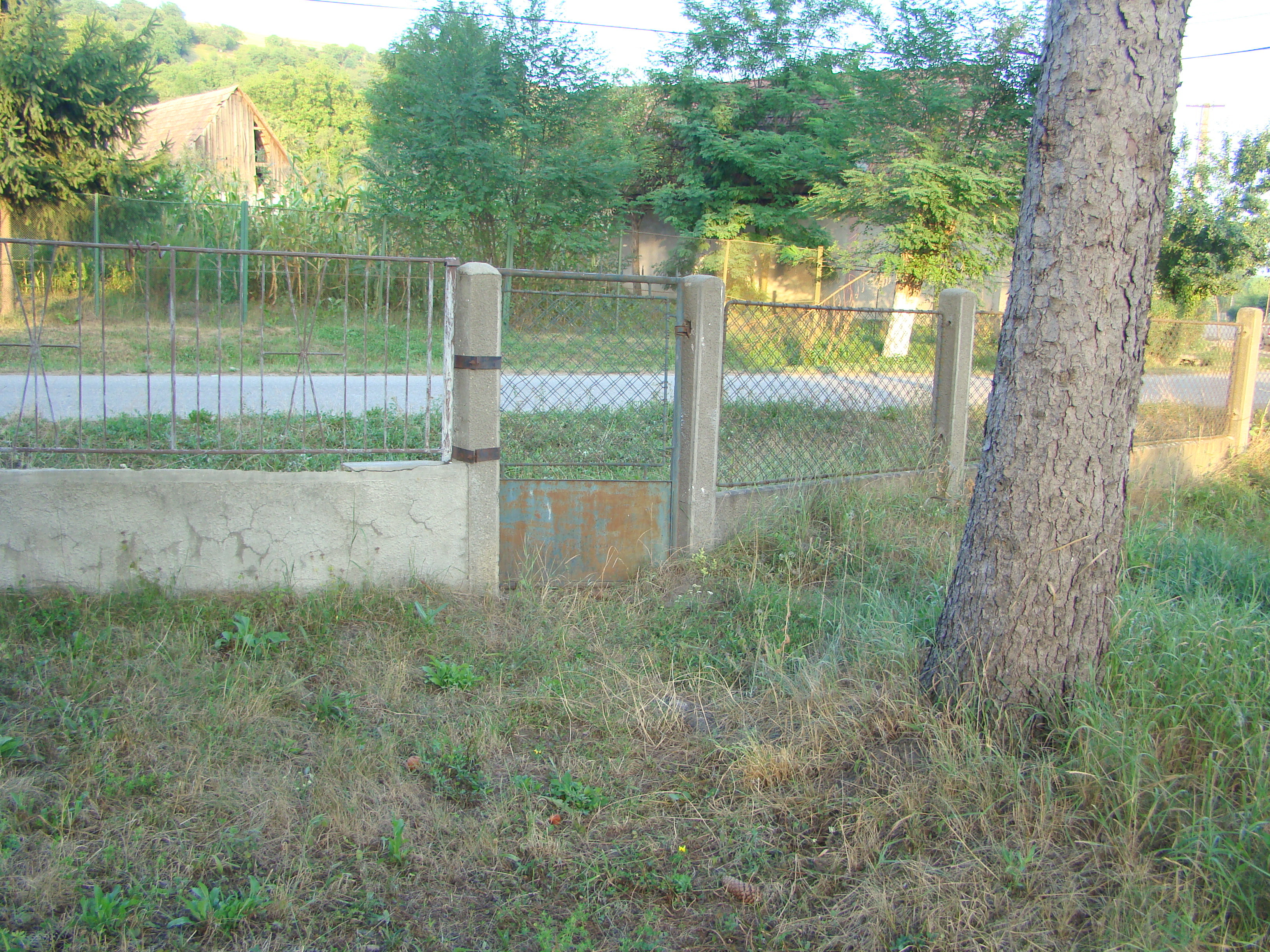
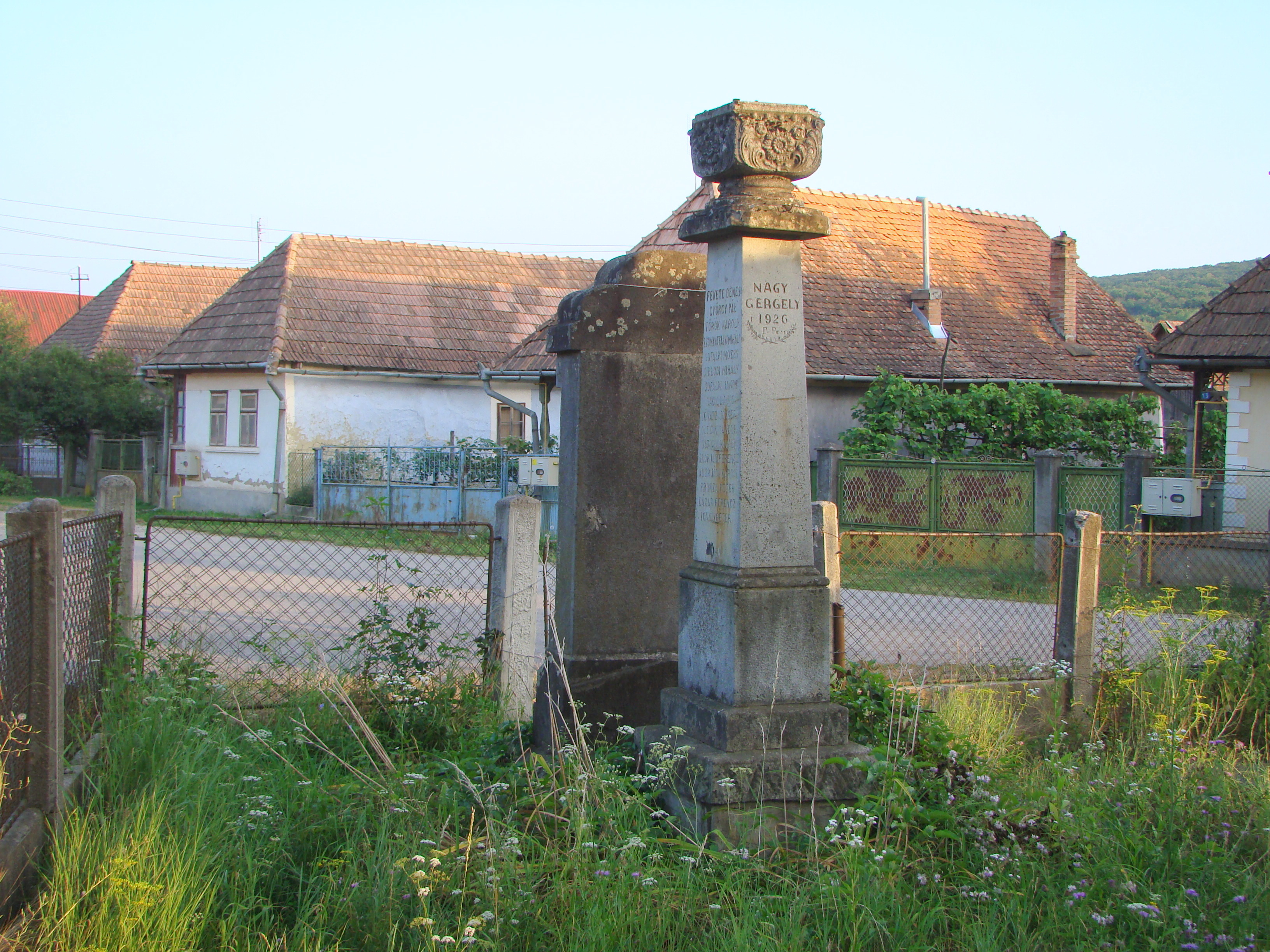
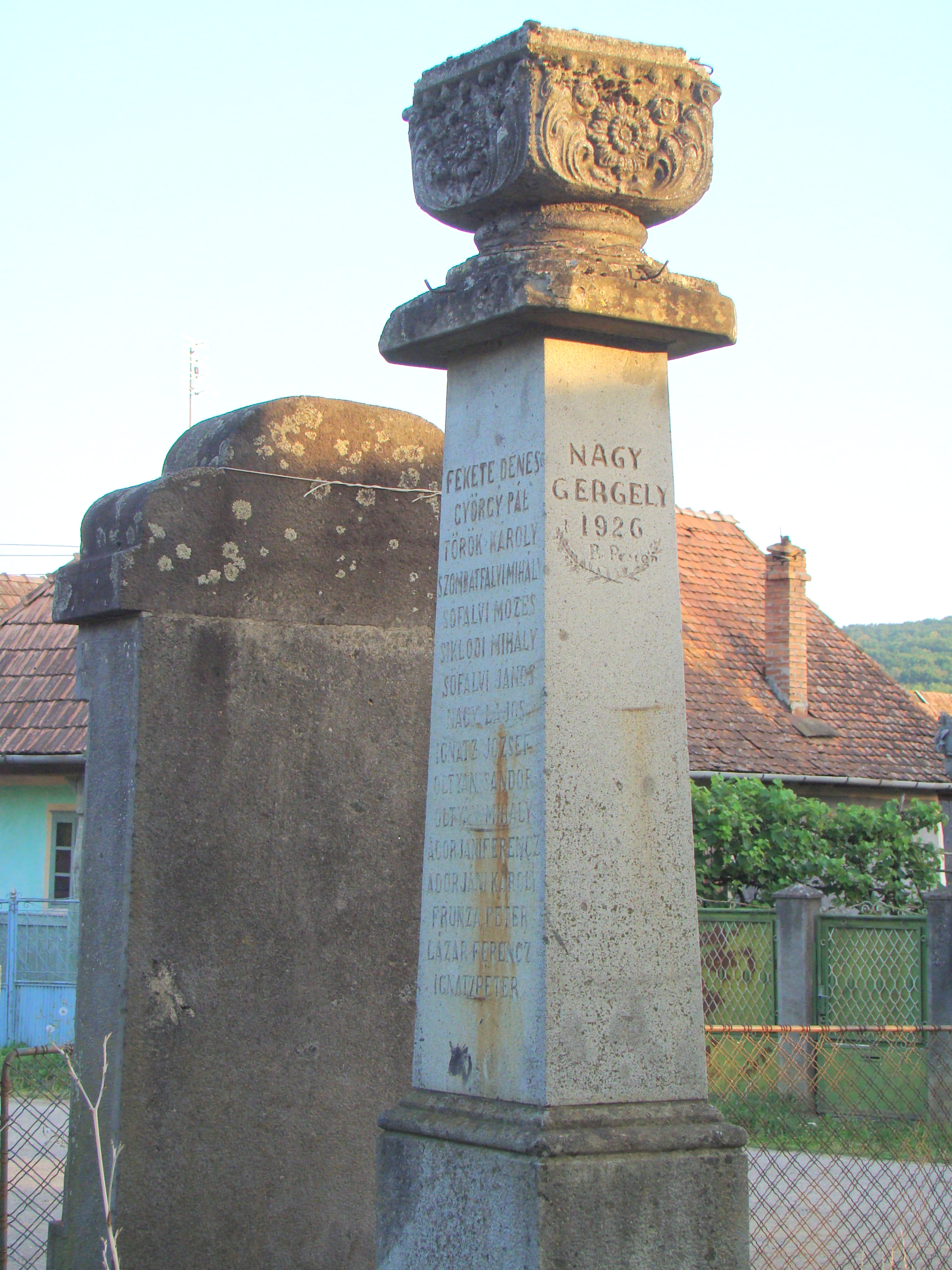
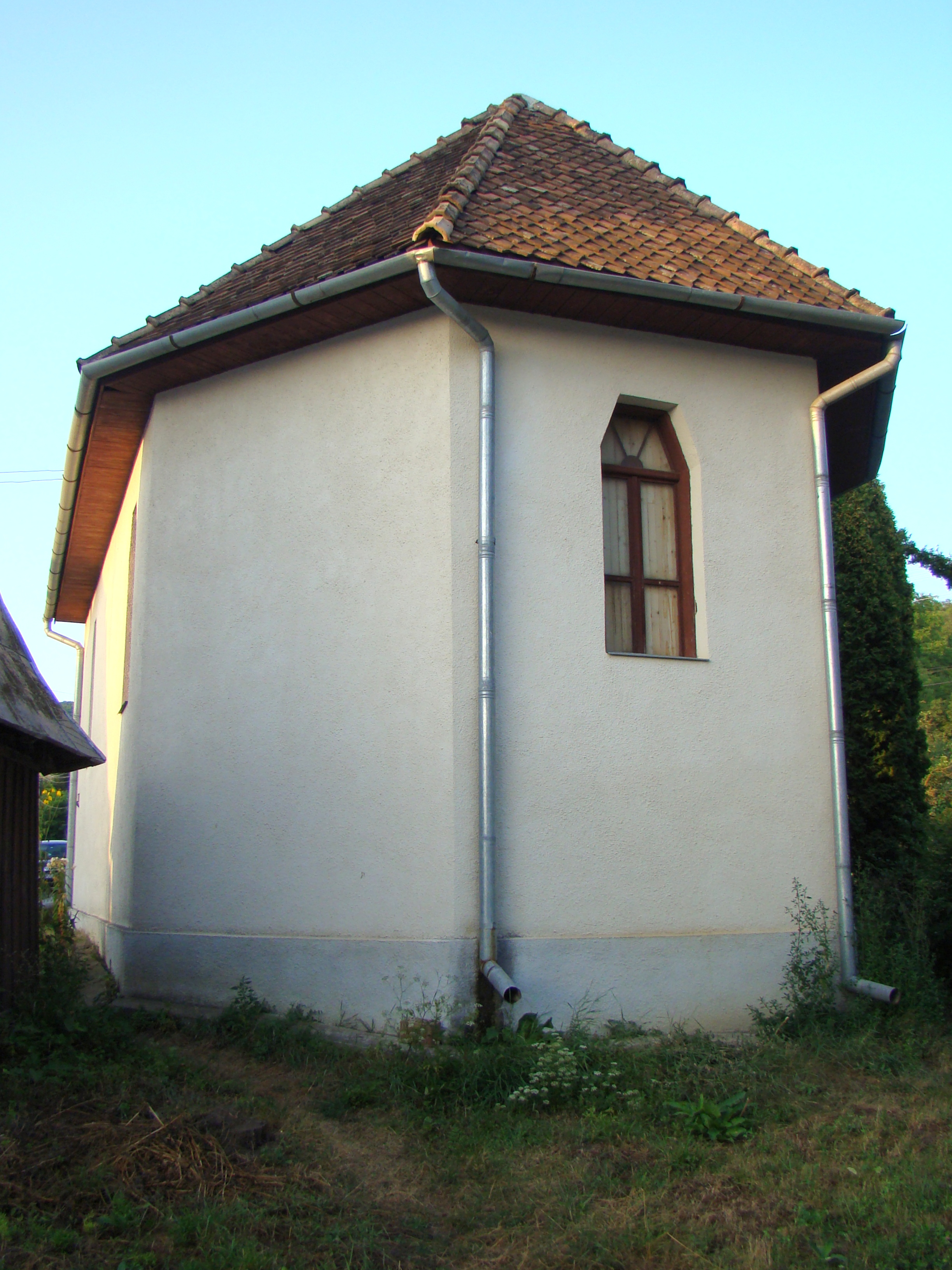
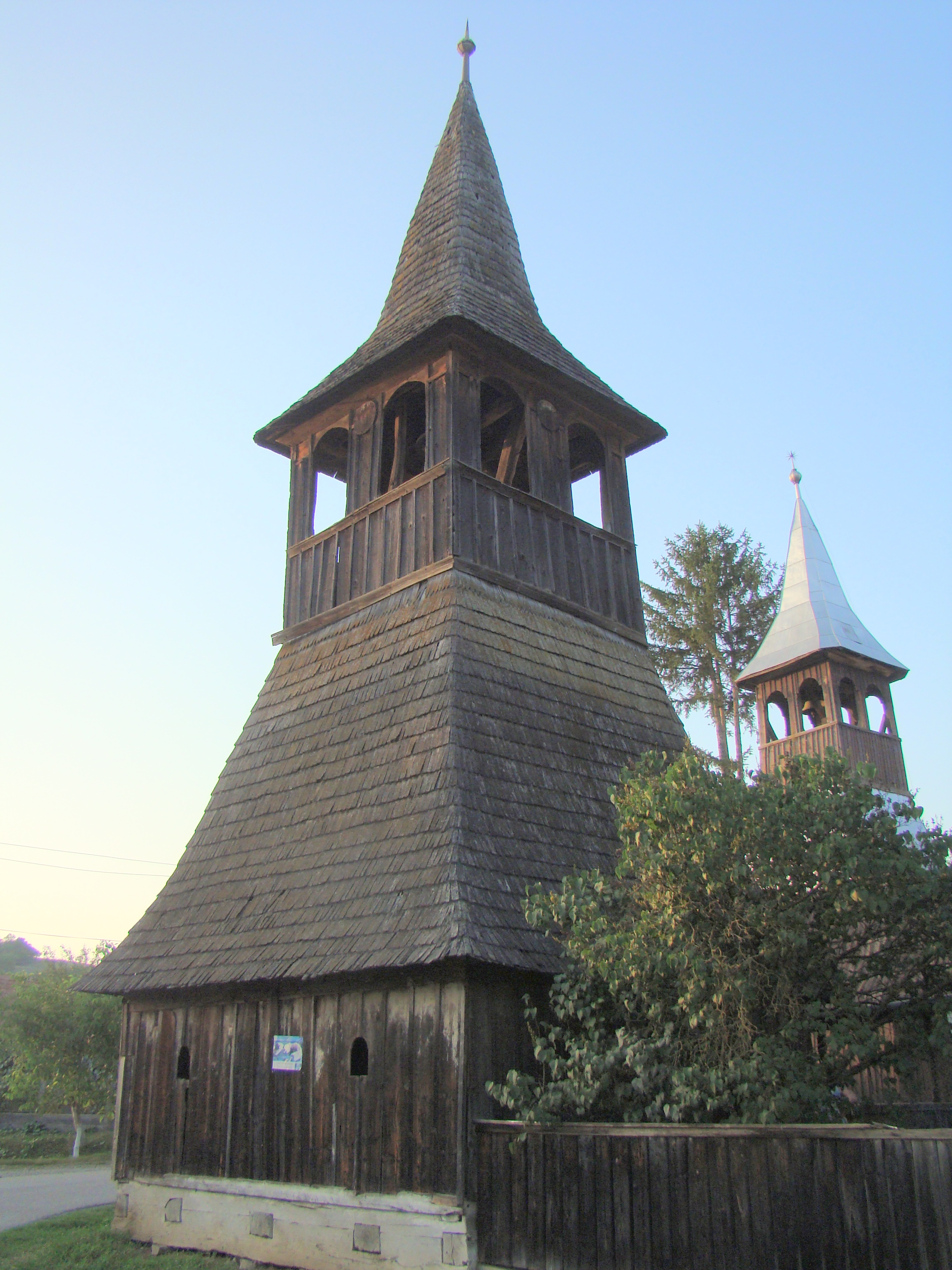
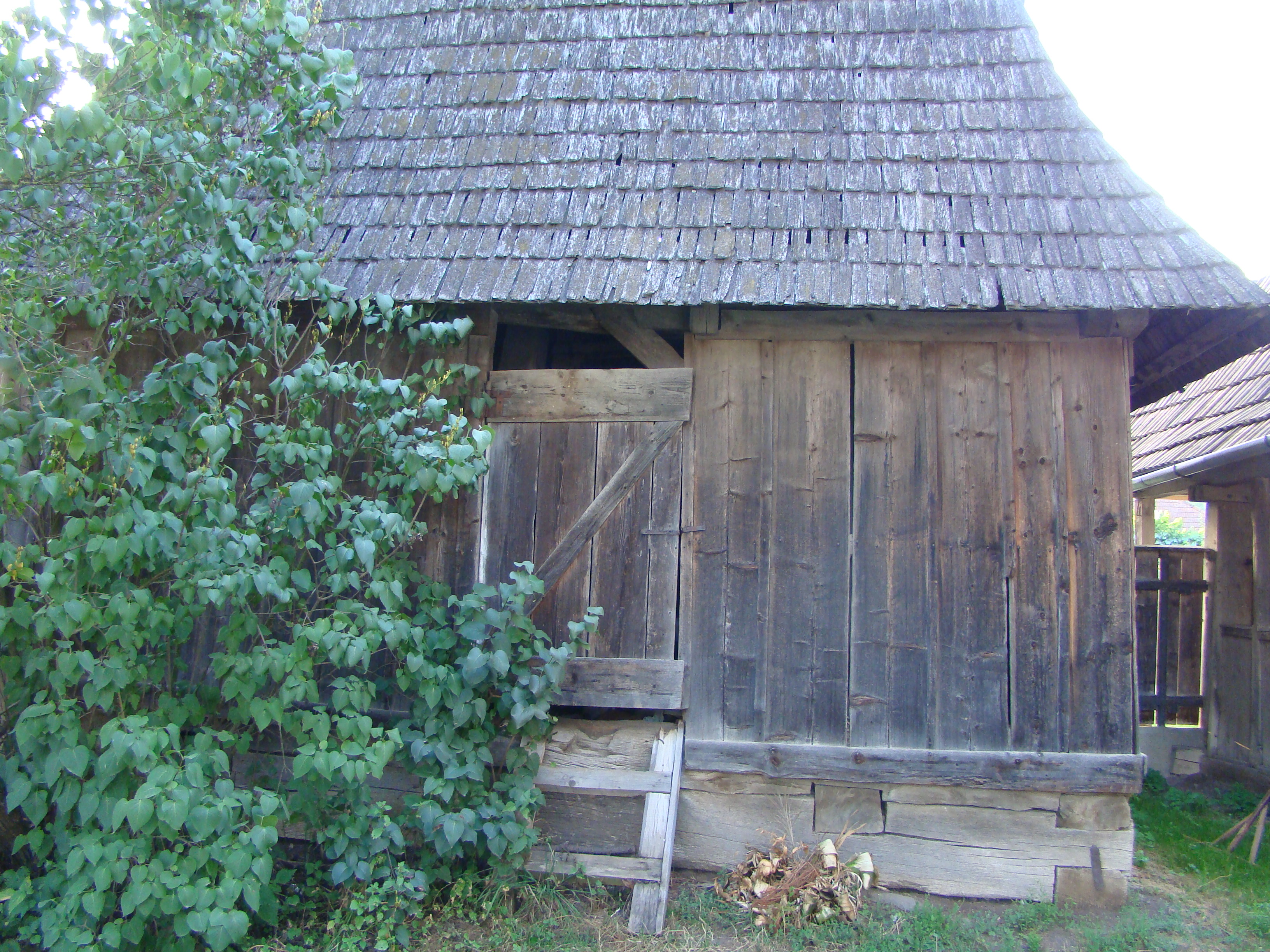
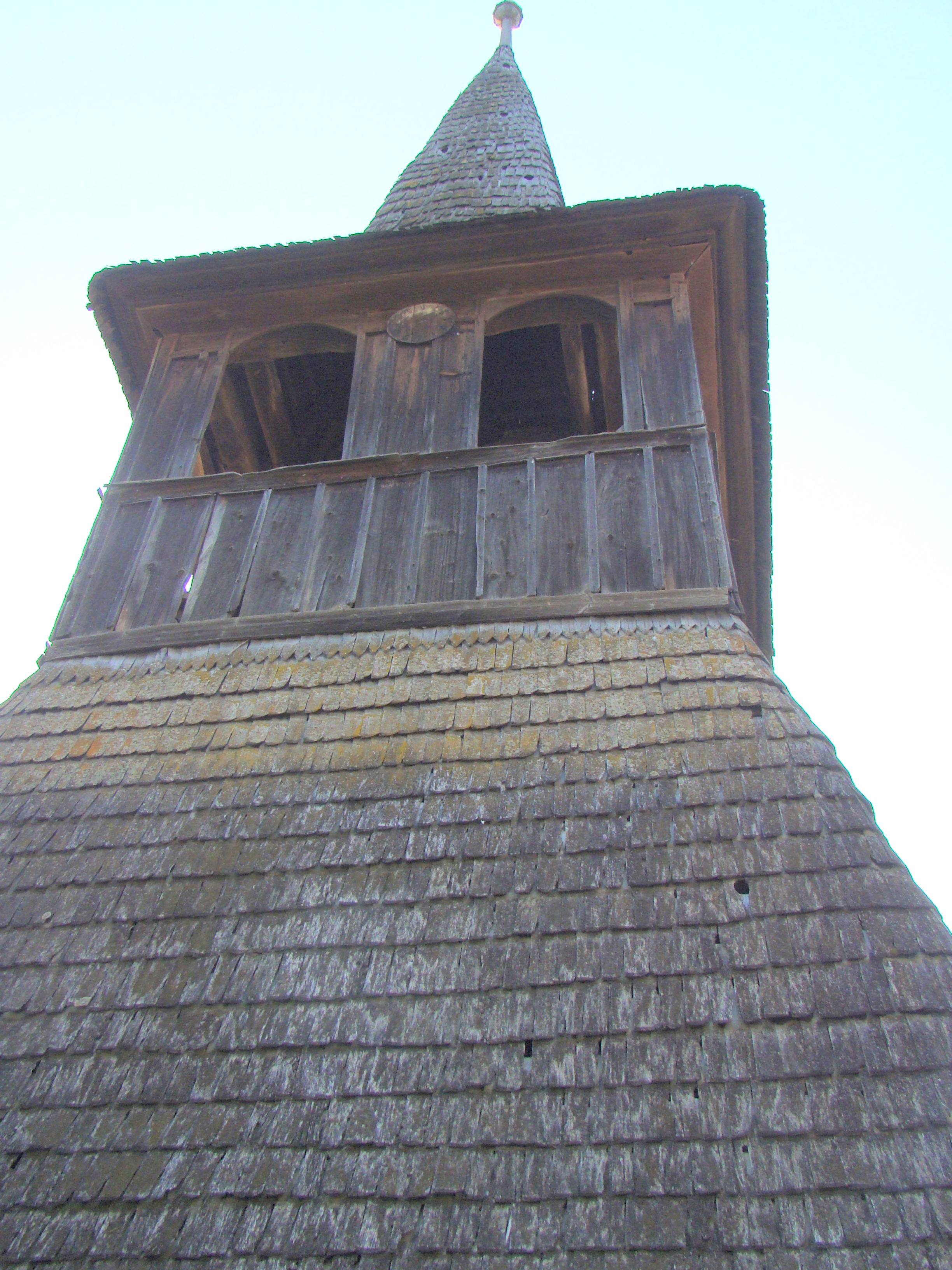
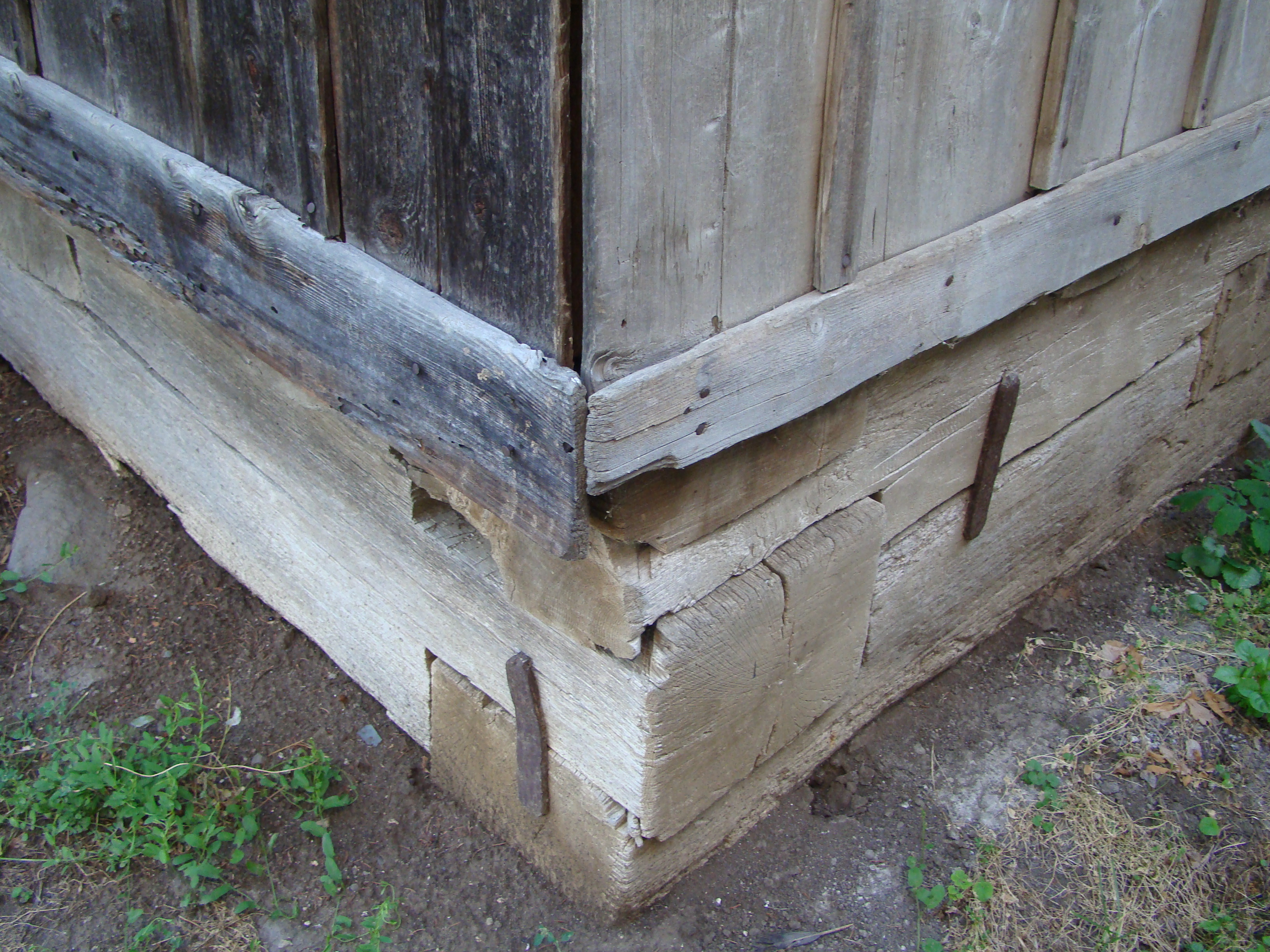
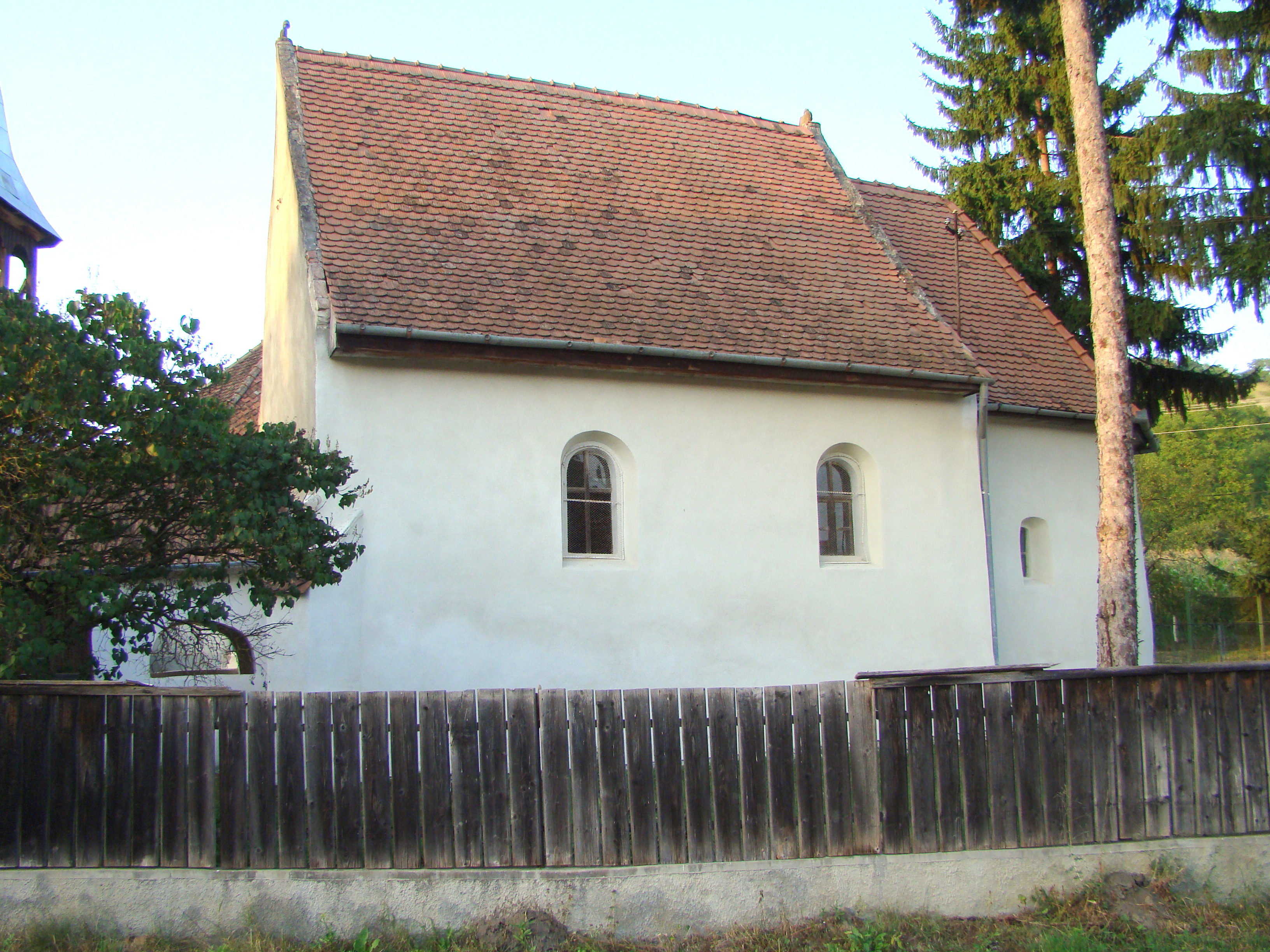
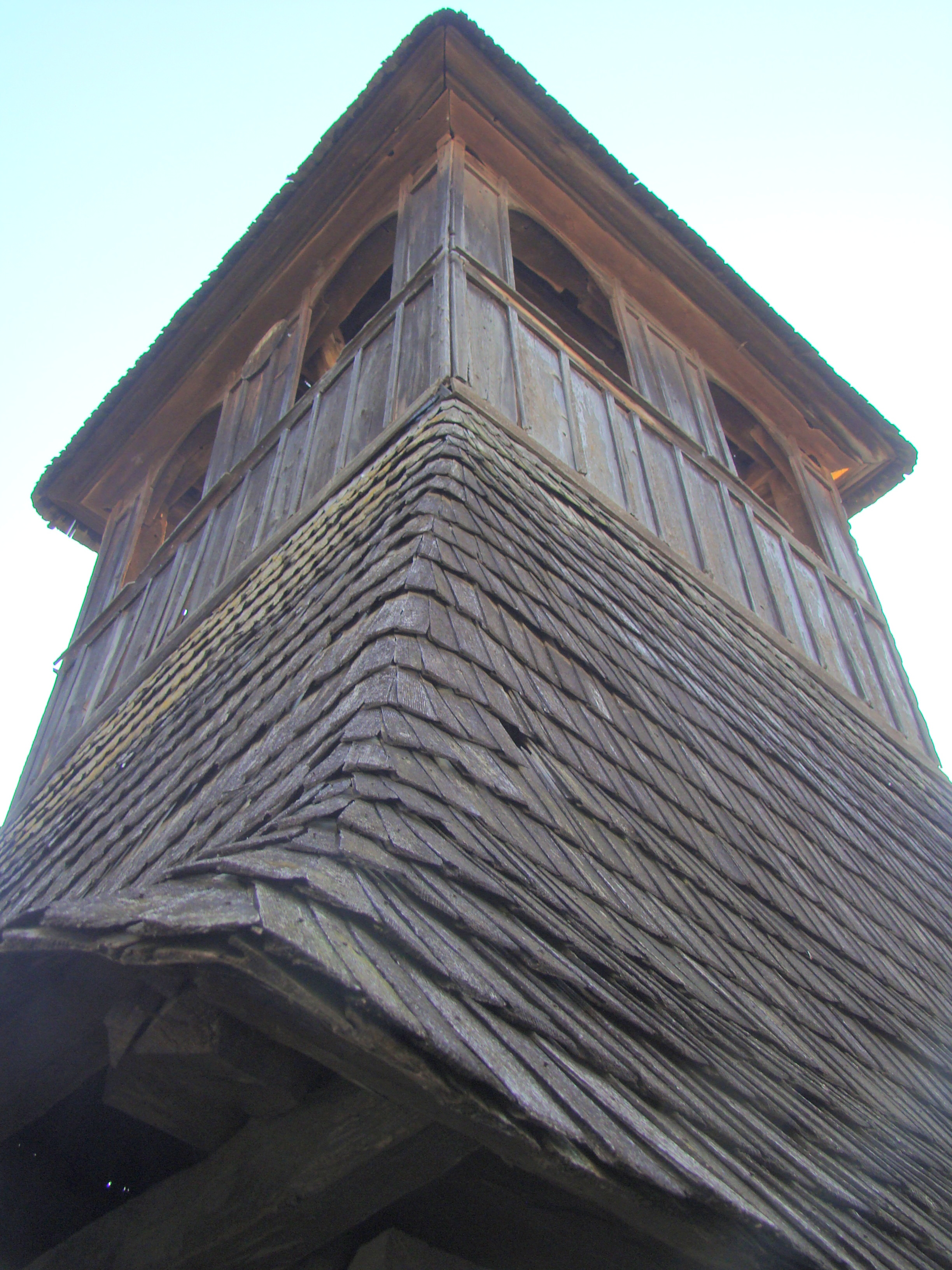
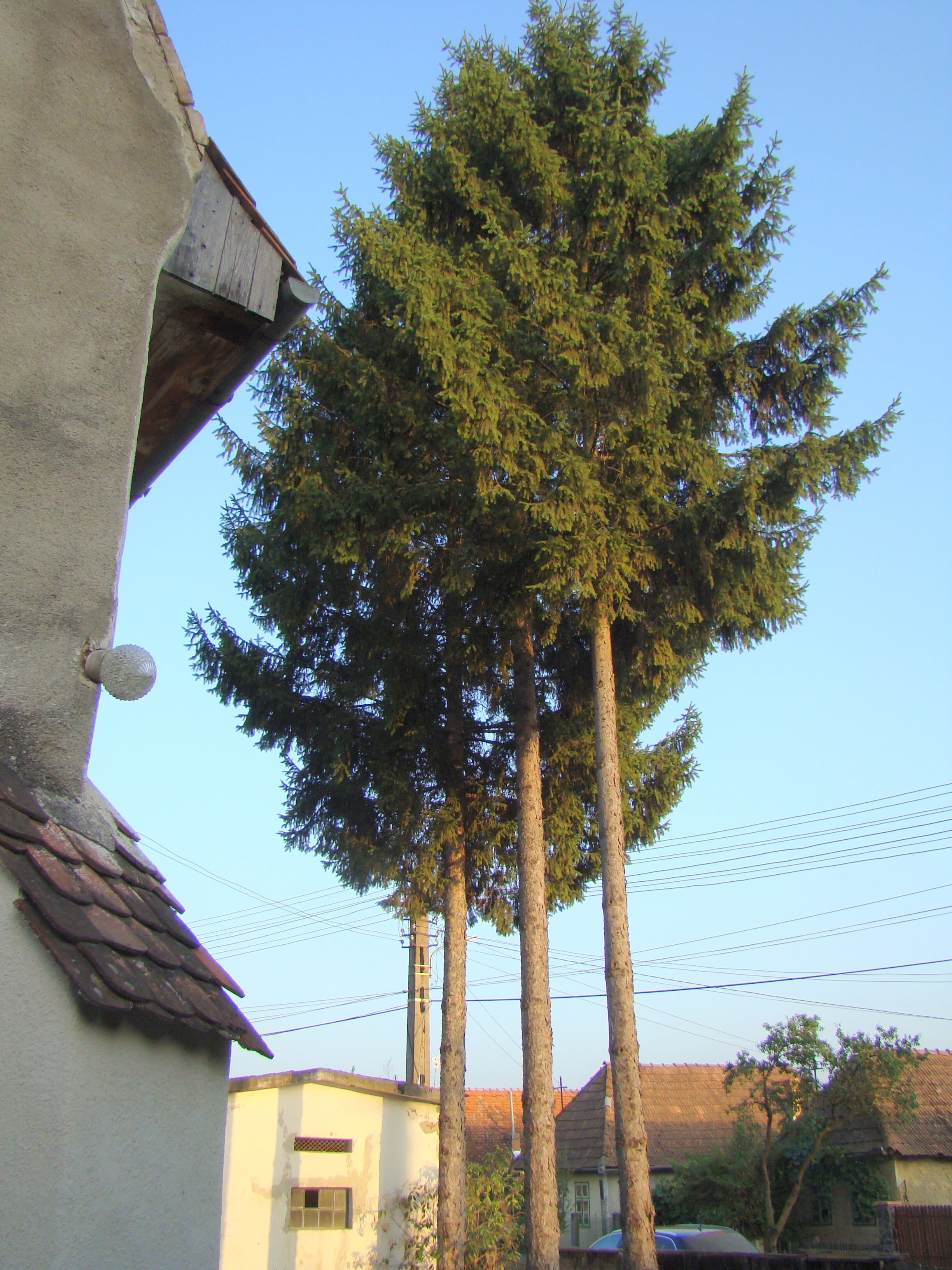
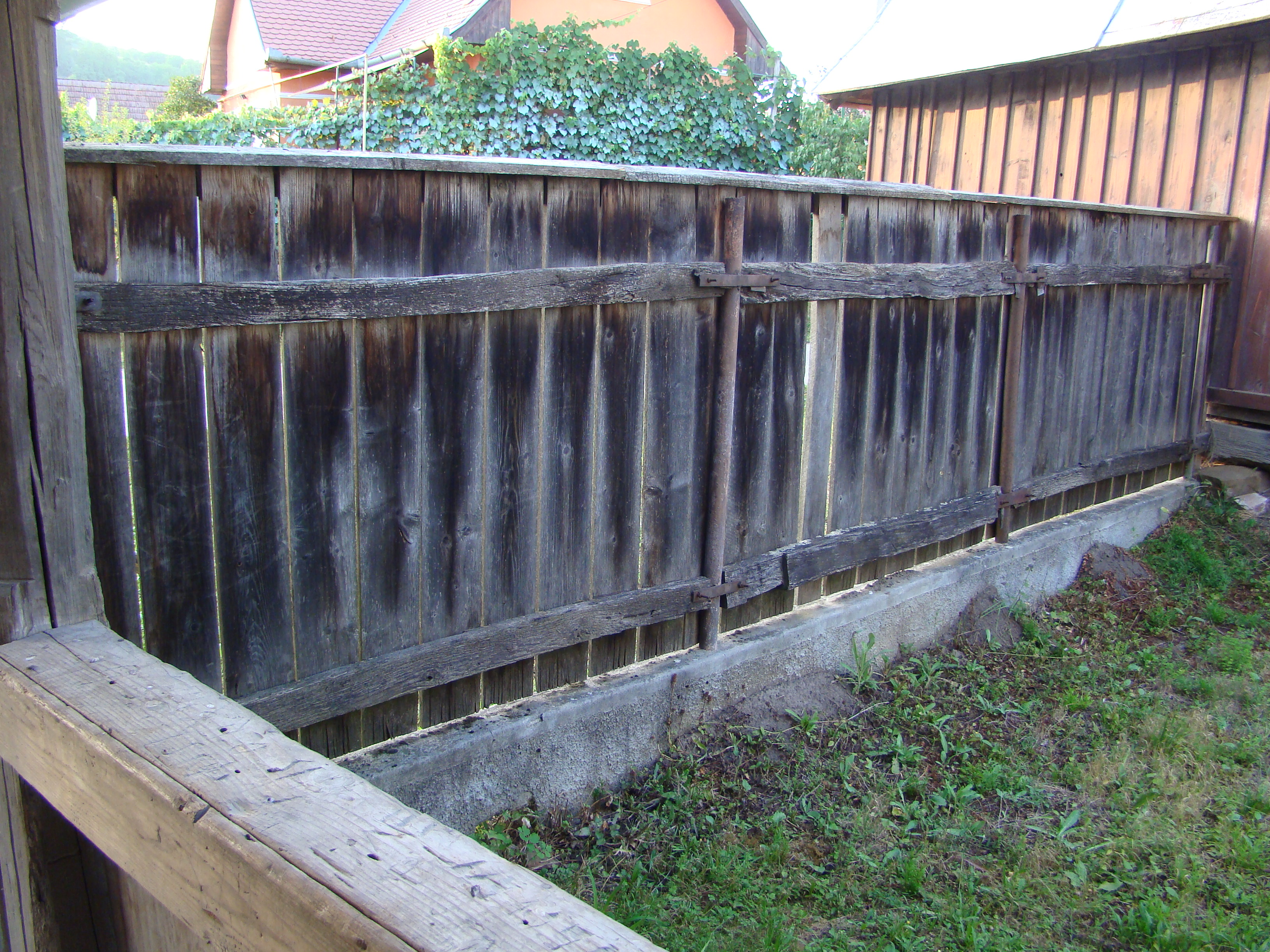
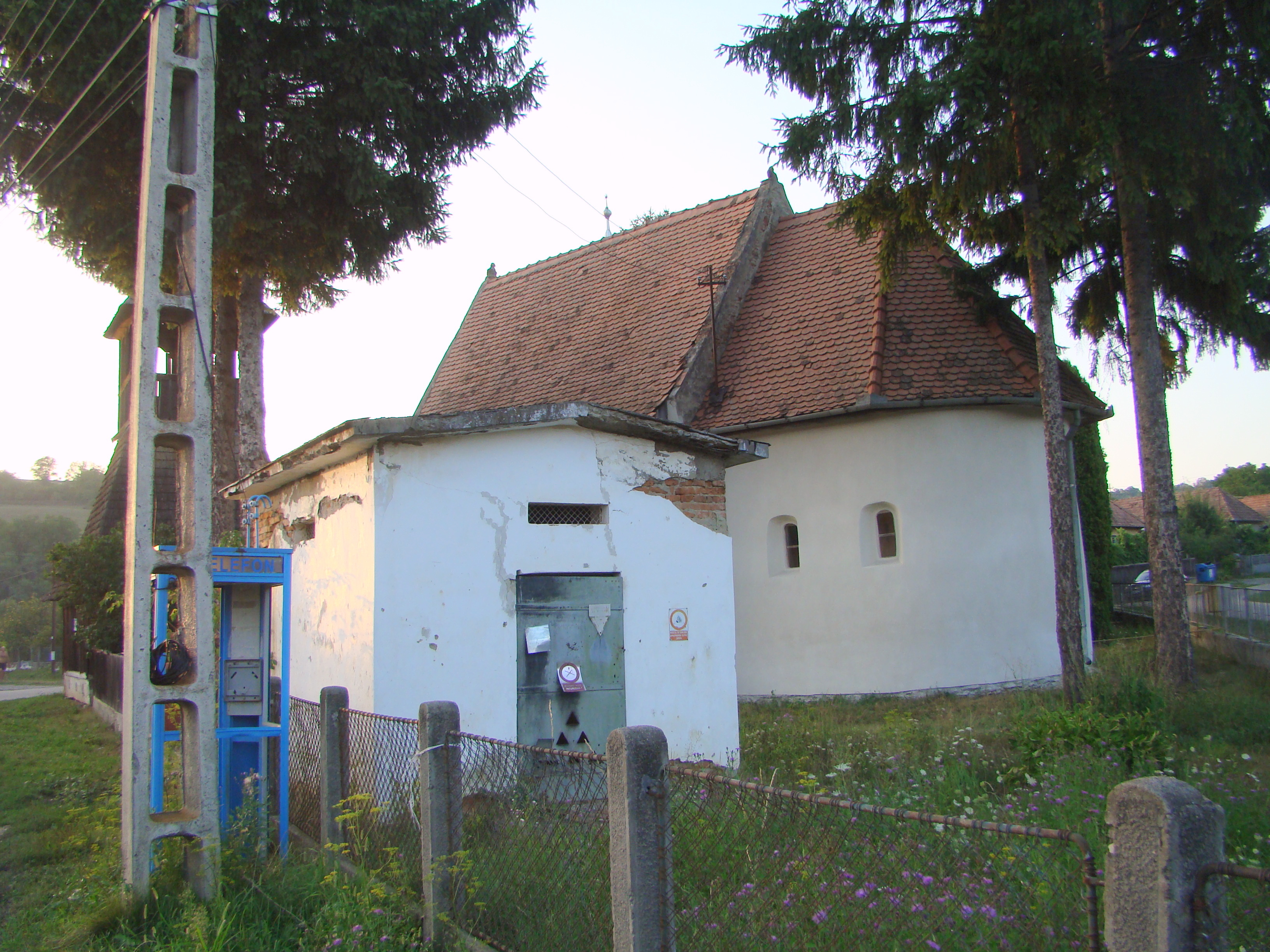
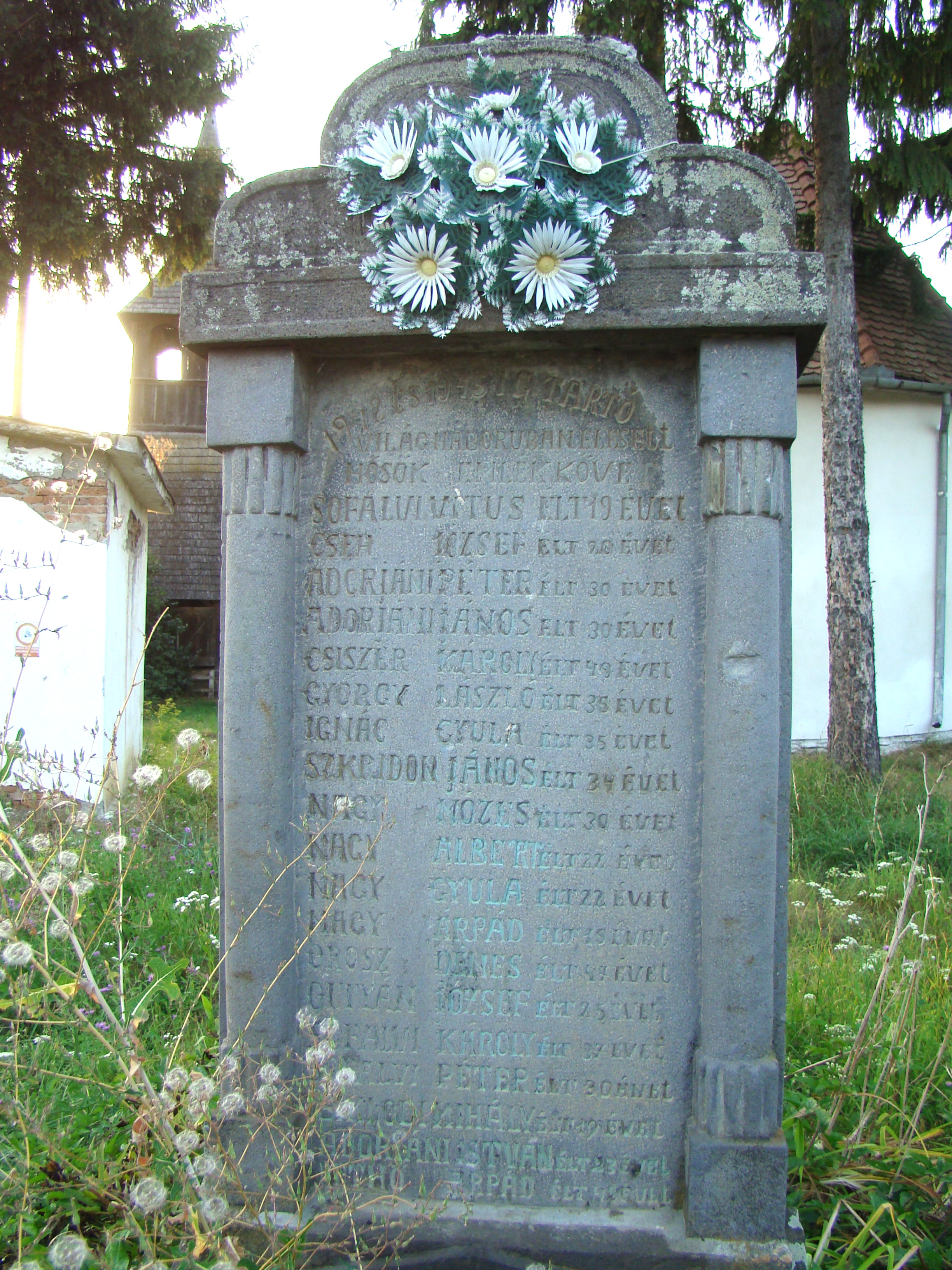
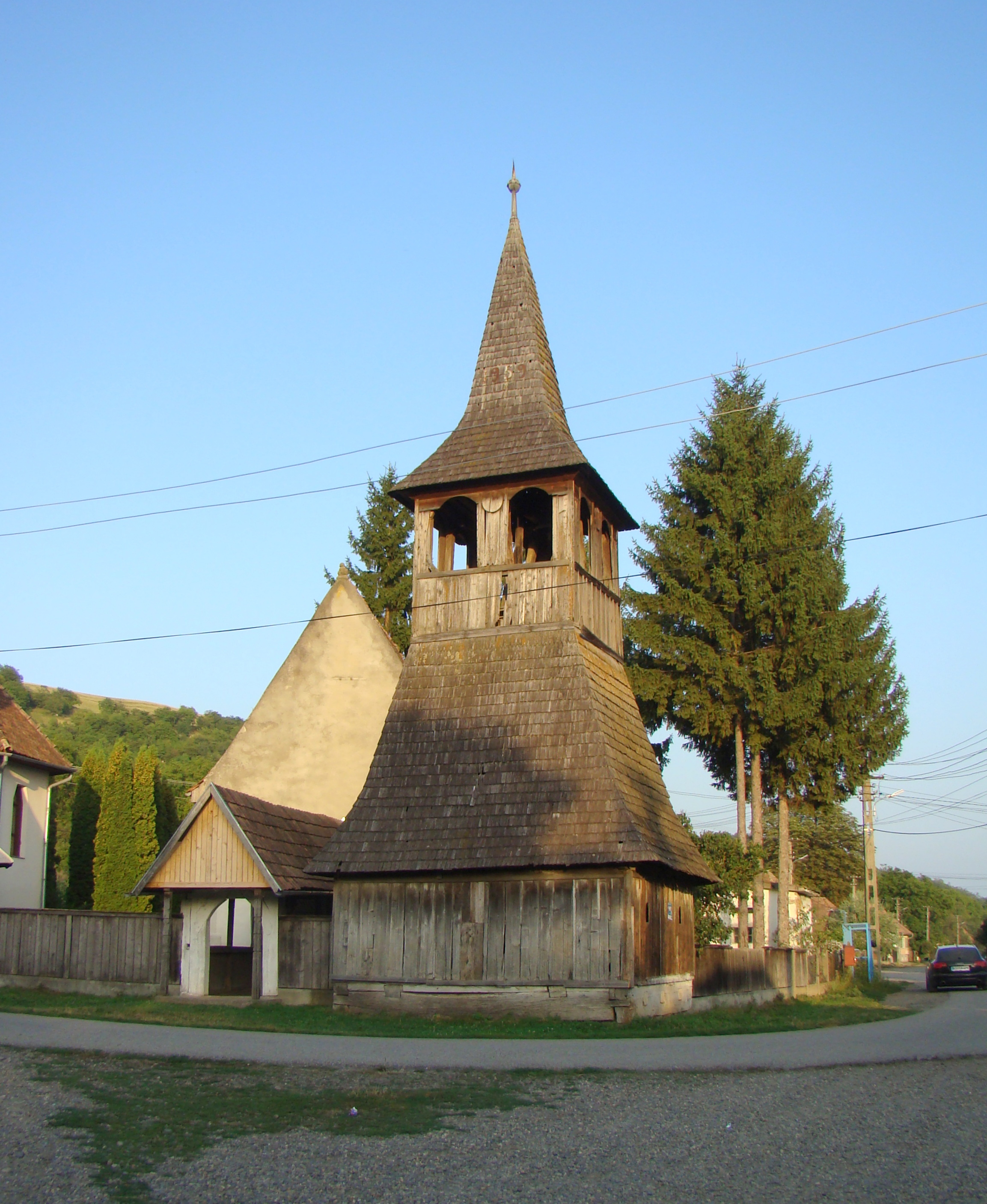

## Vezi și
- Maiad, Mureș

## Imagini din interior

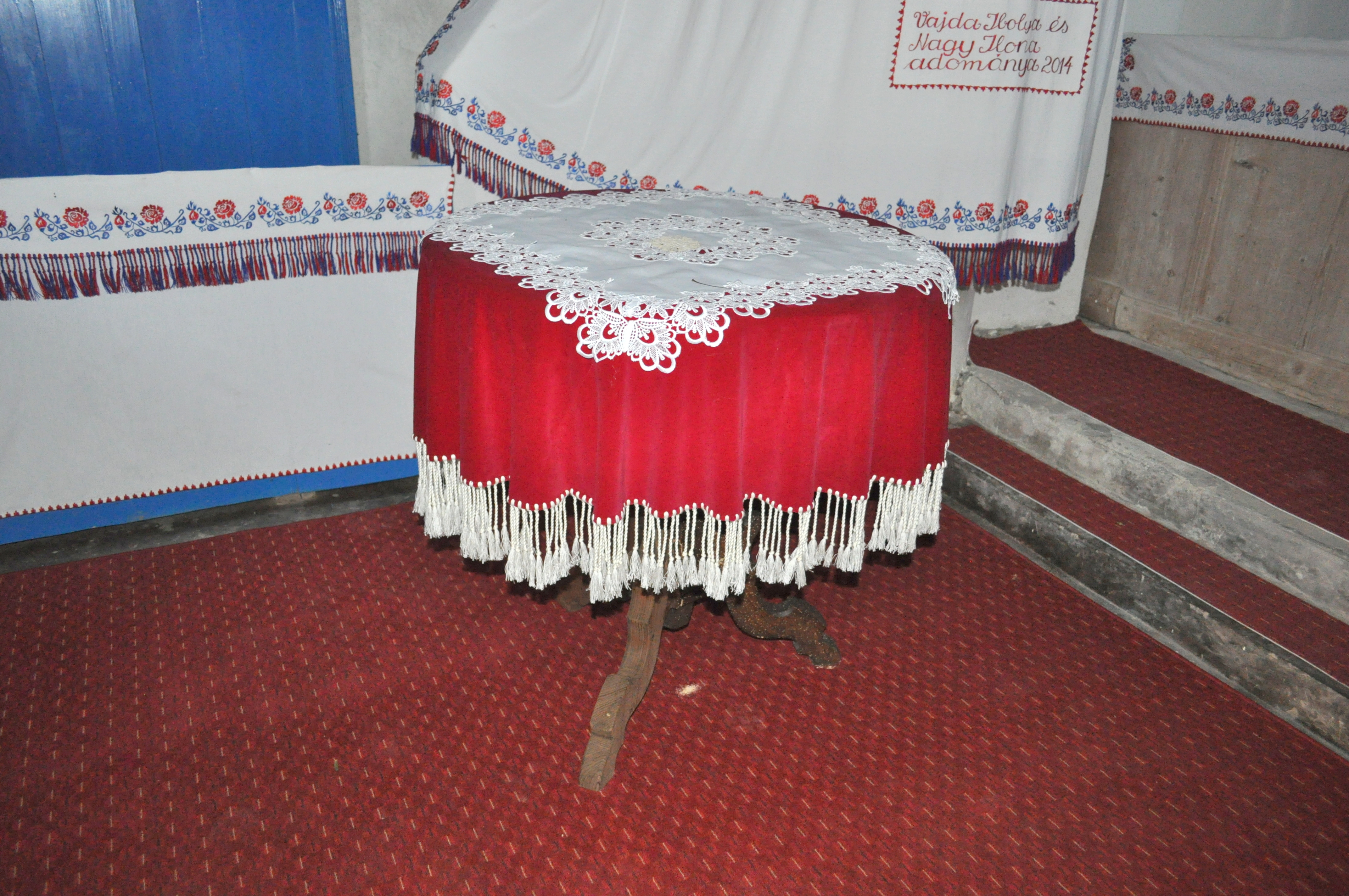
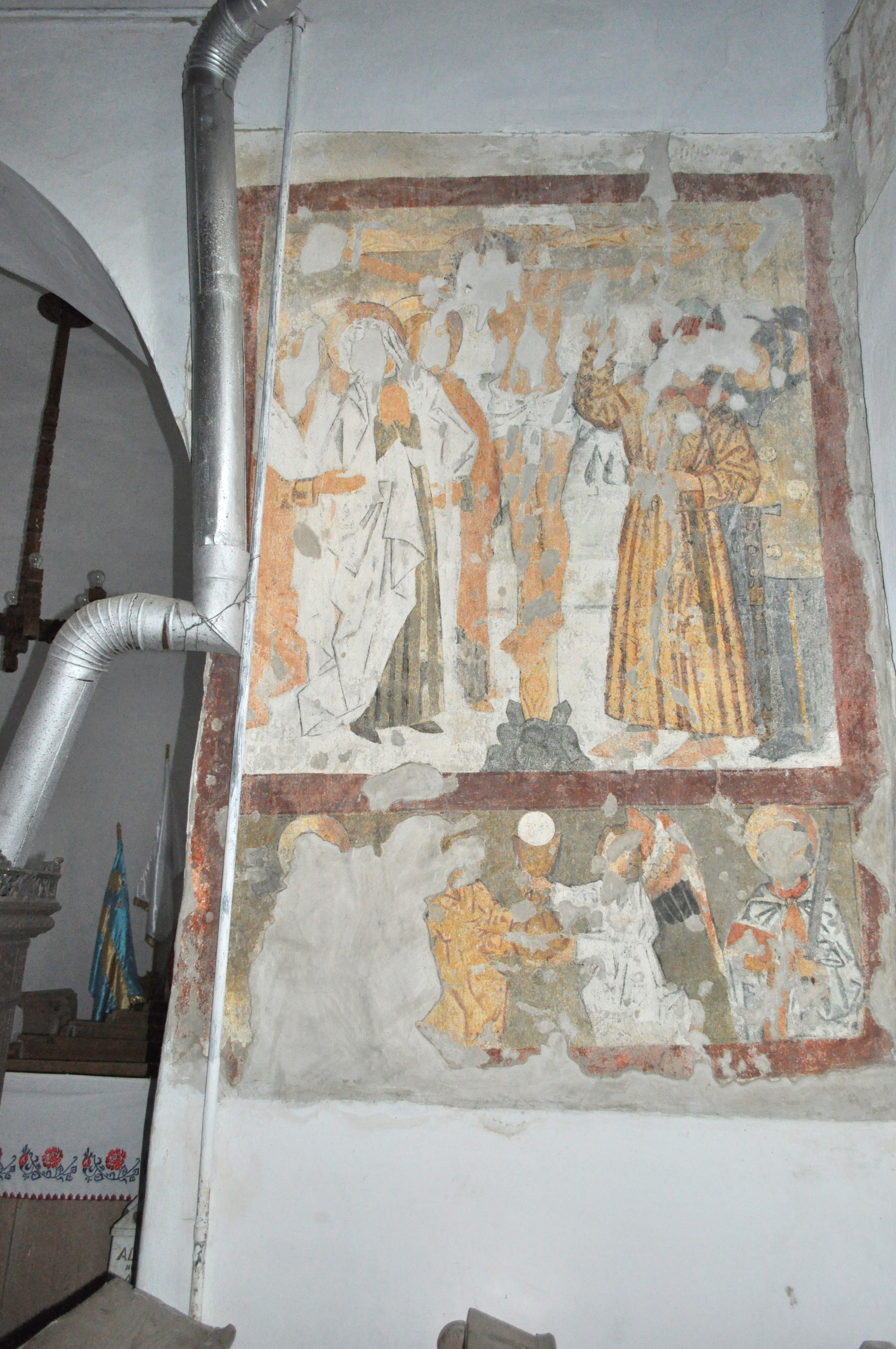
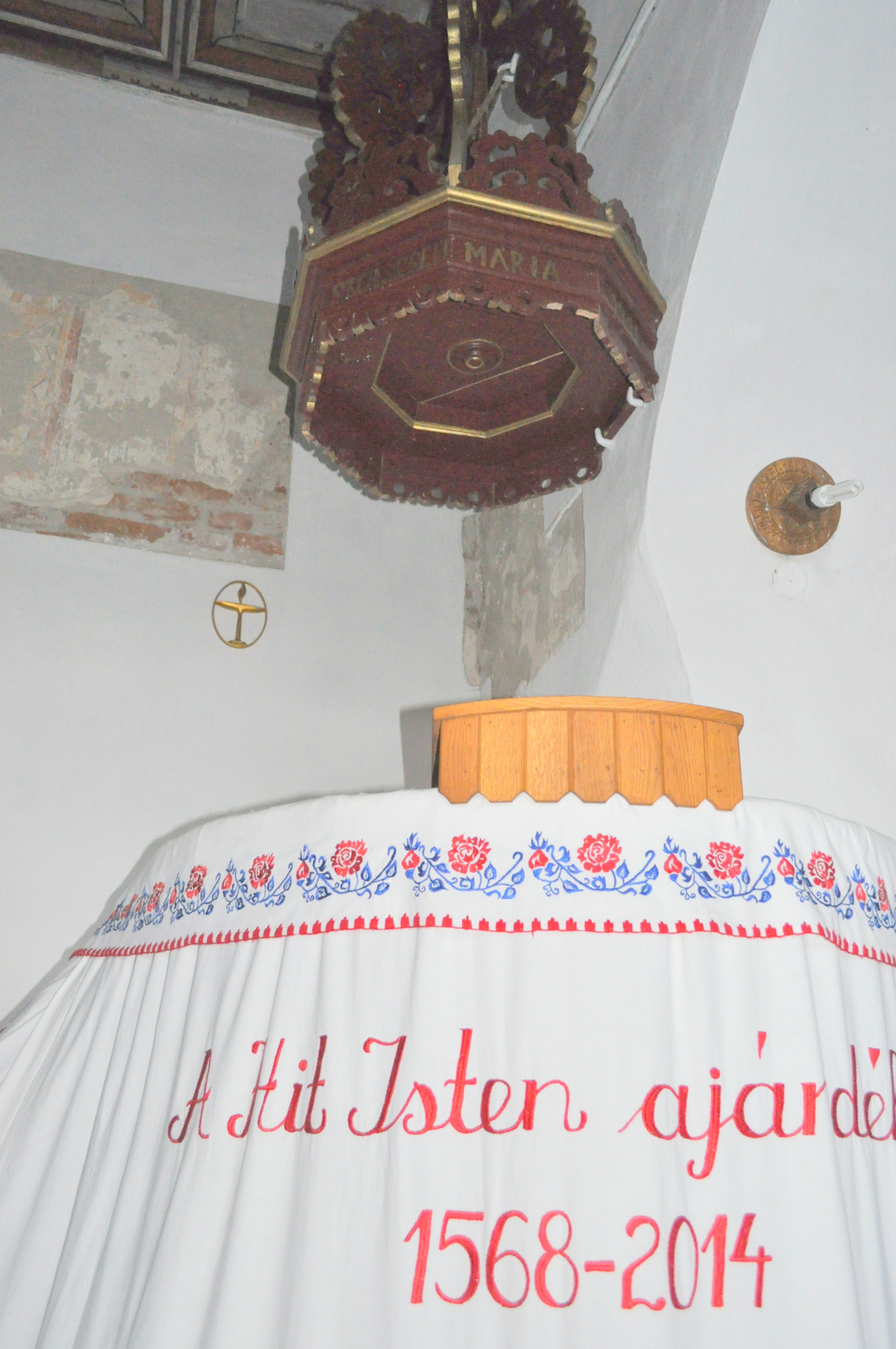
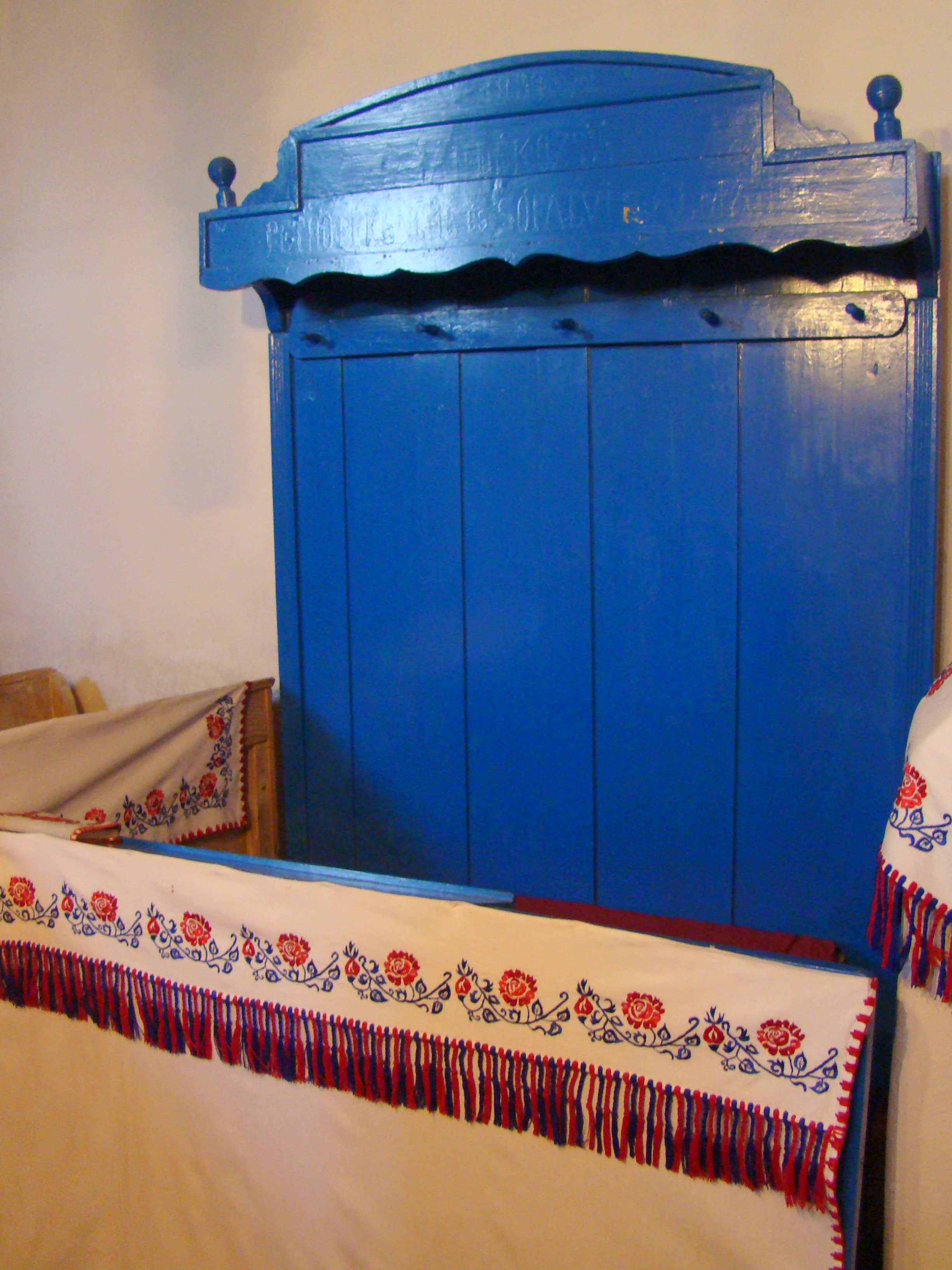
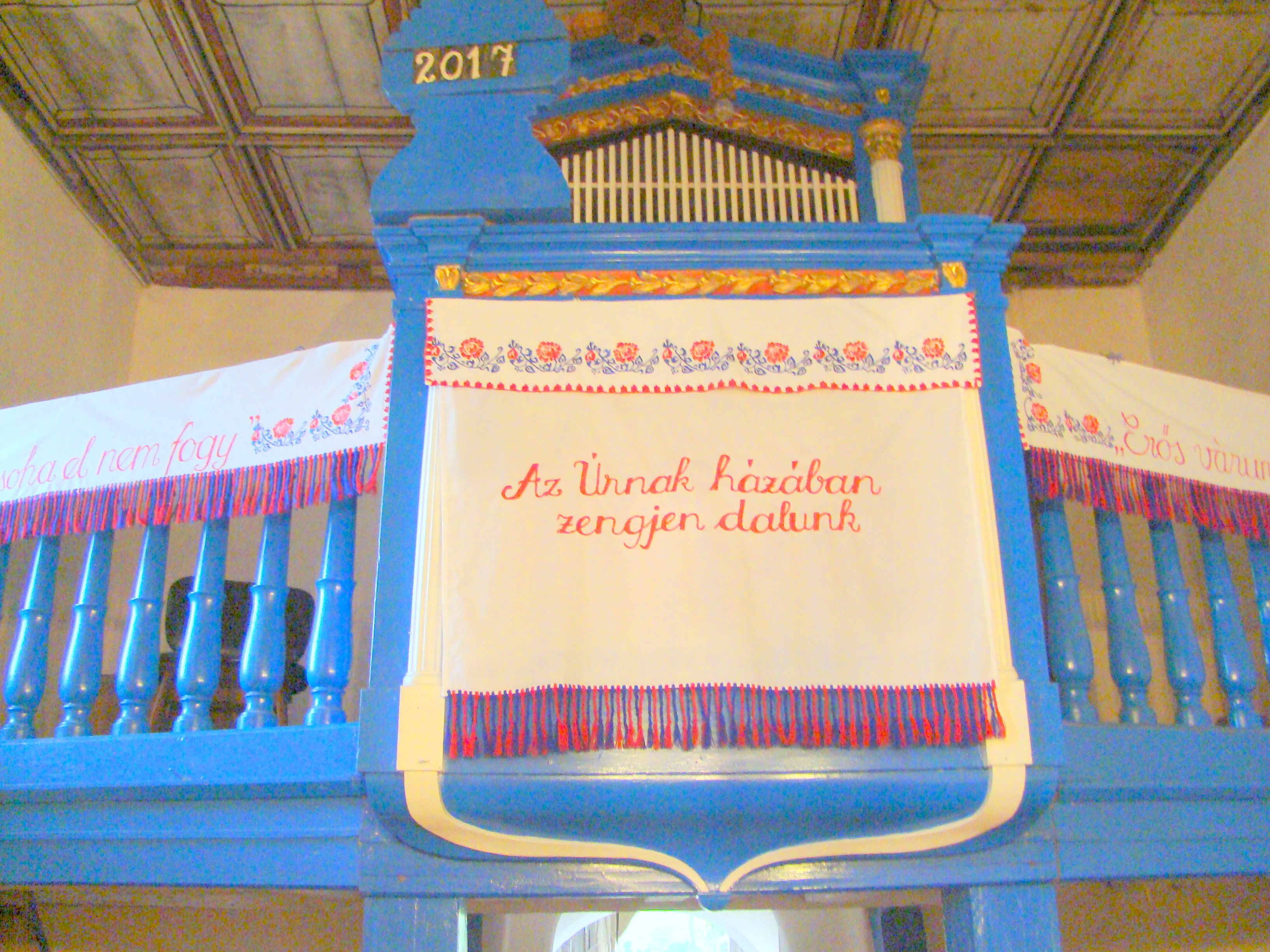
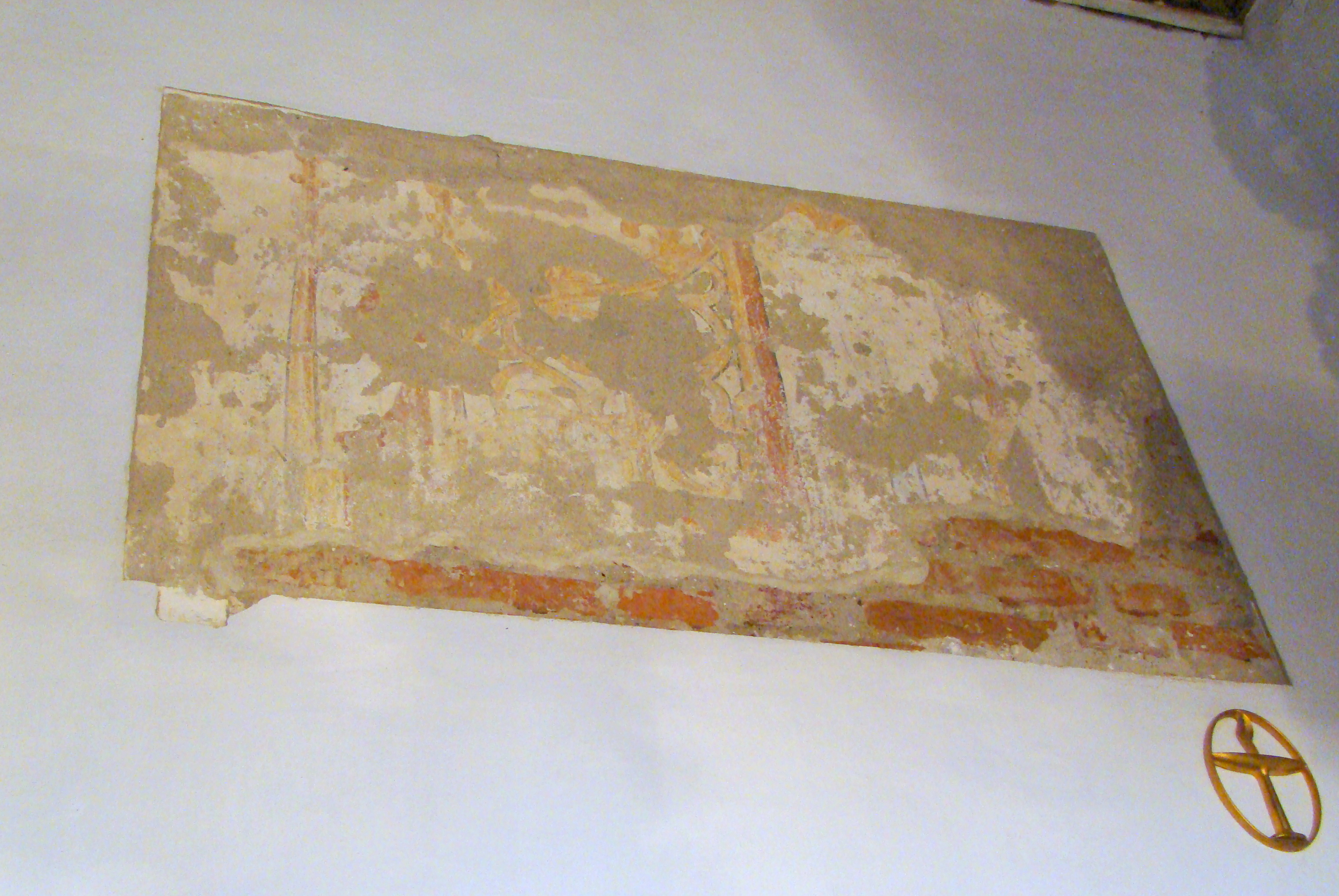
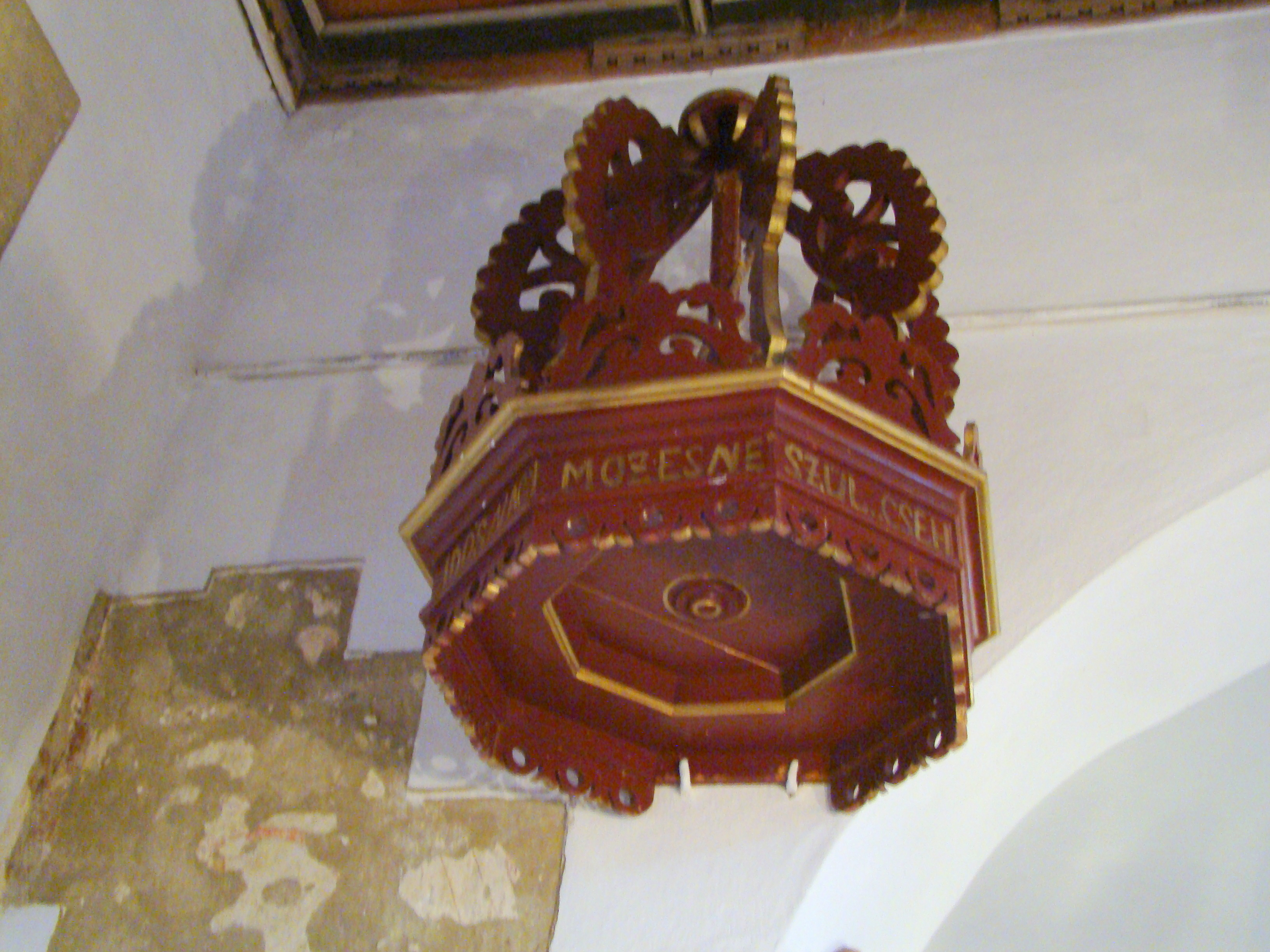
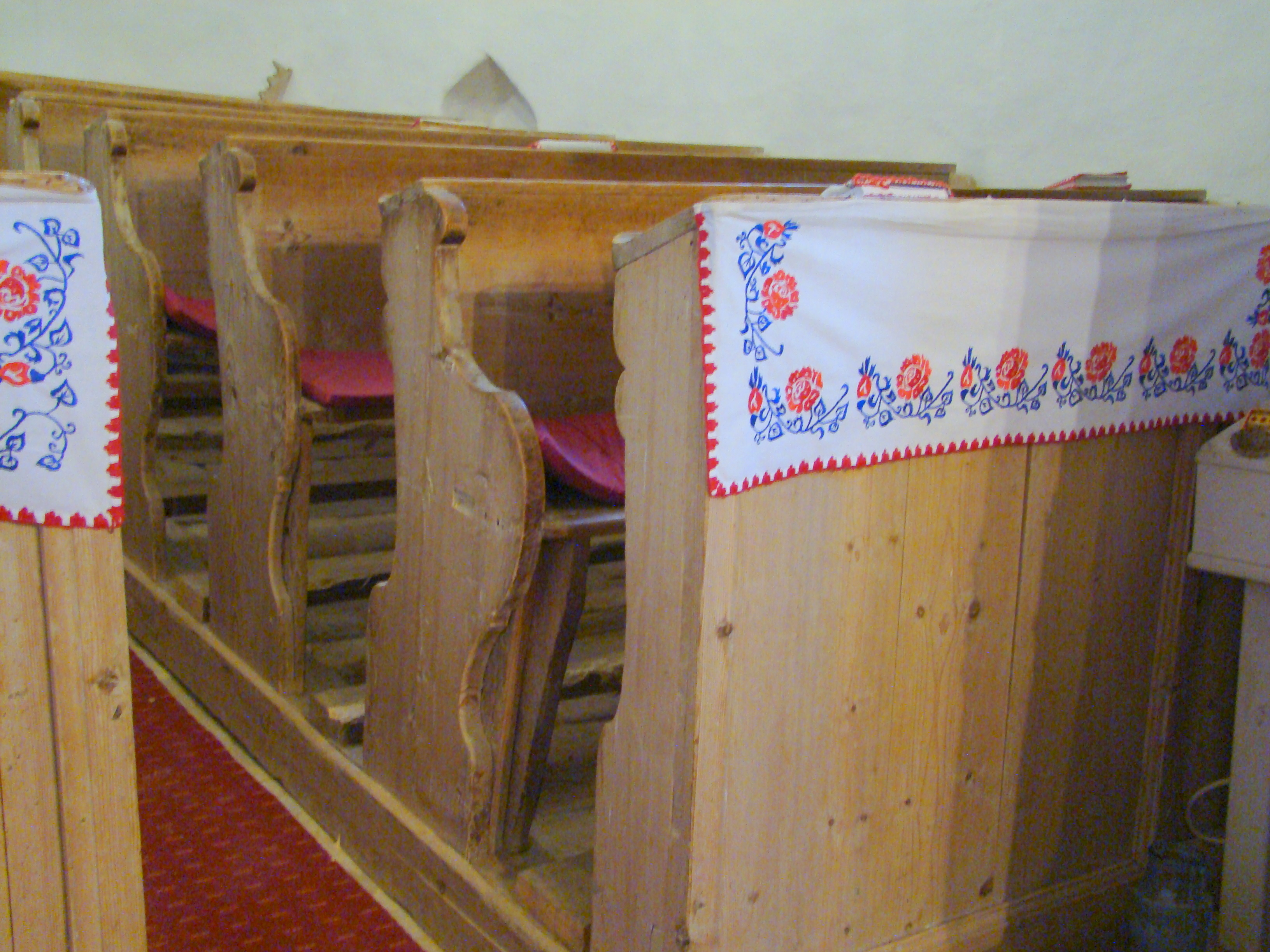
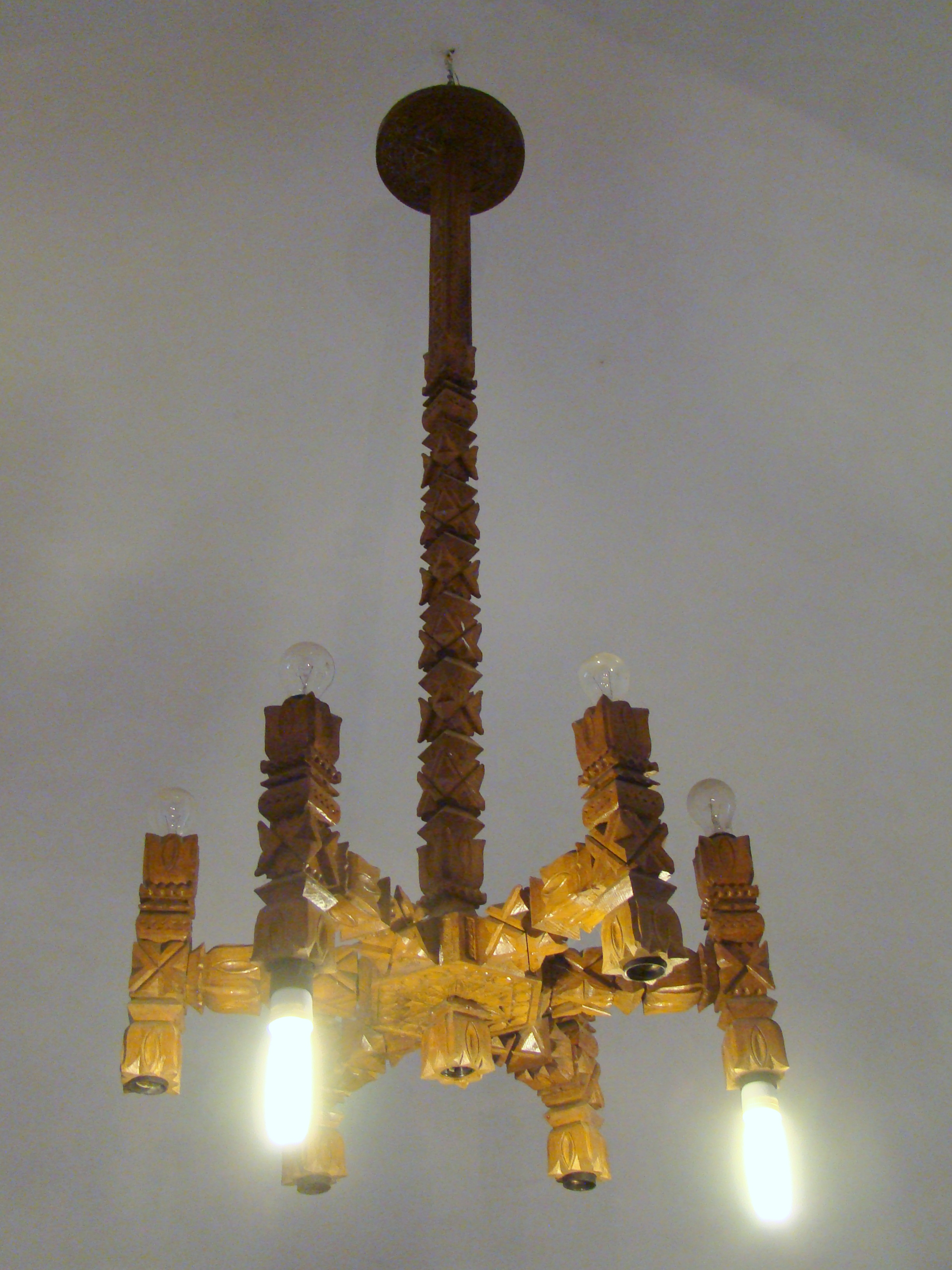
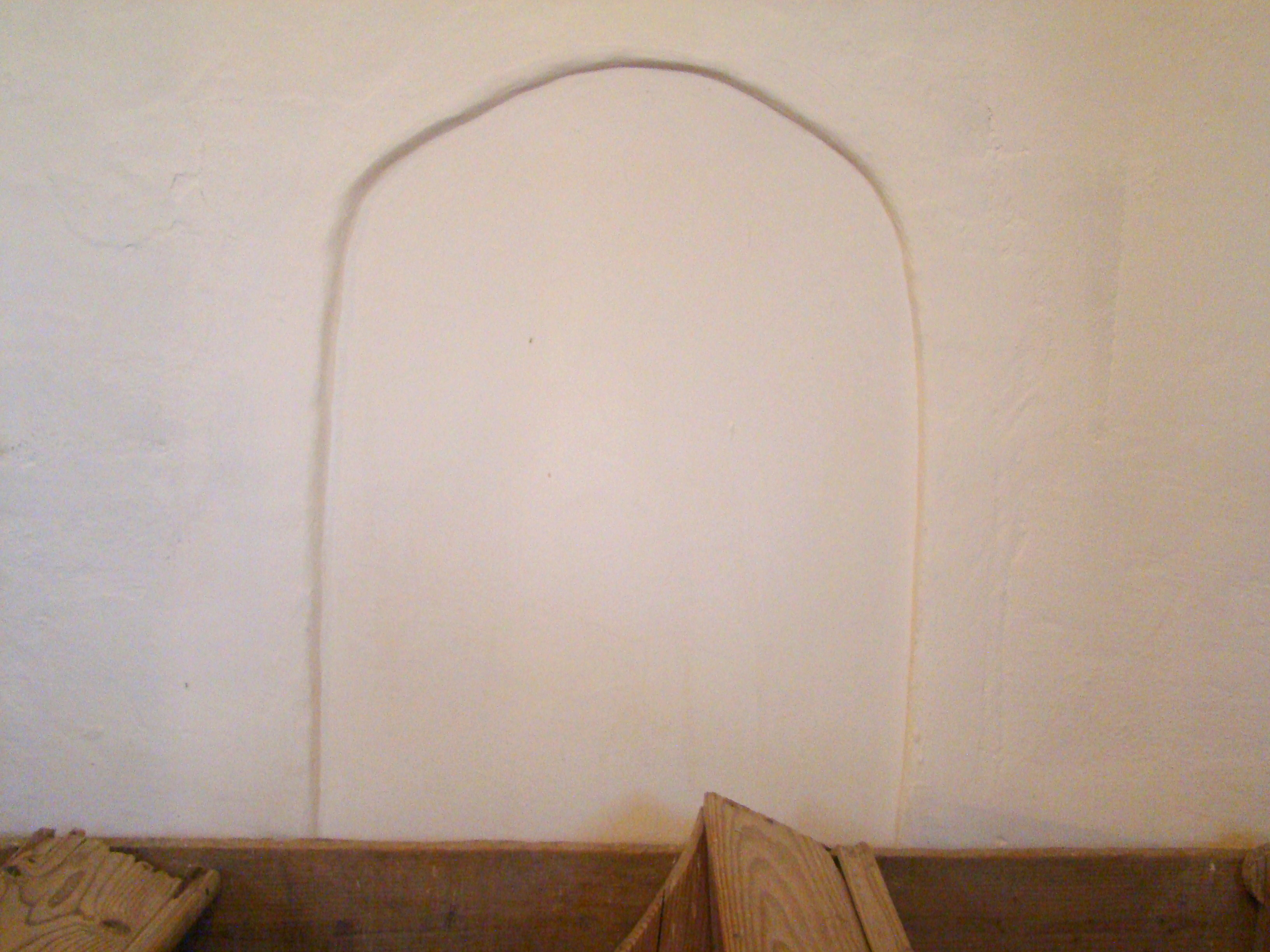
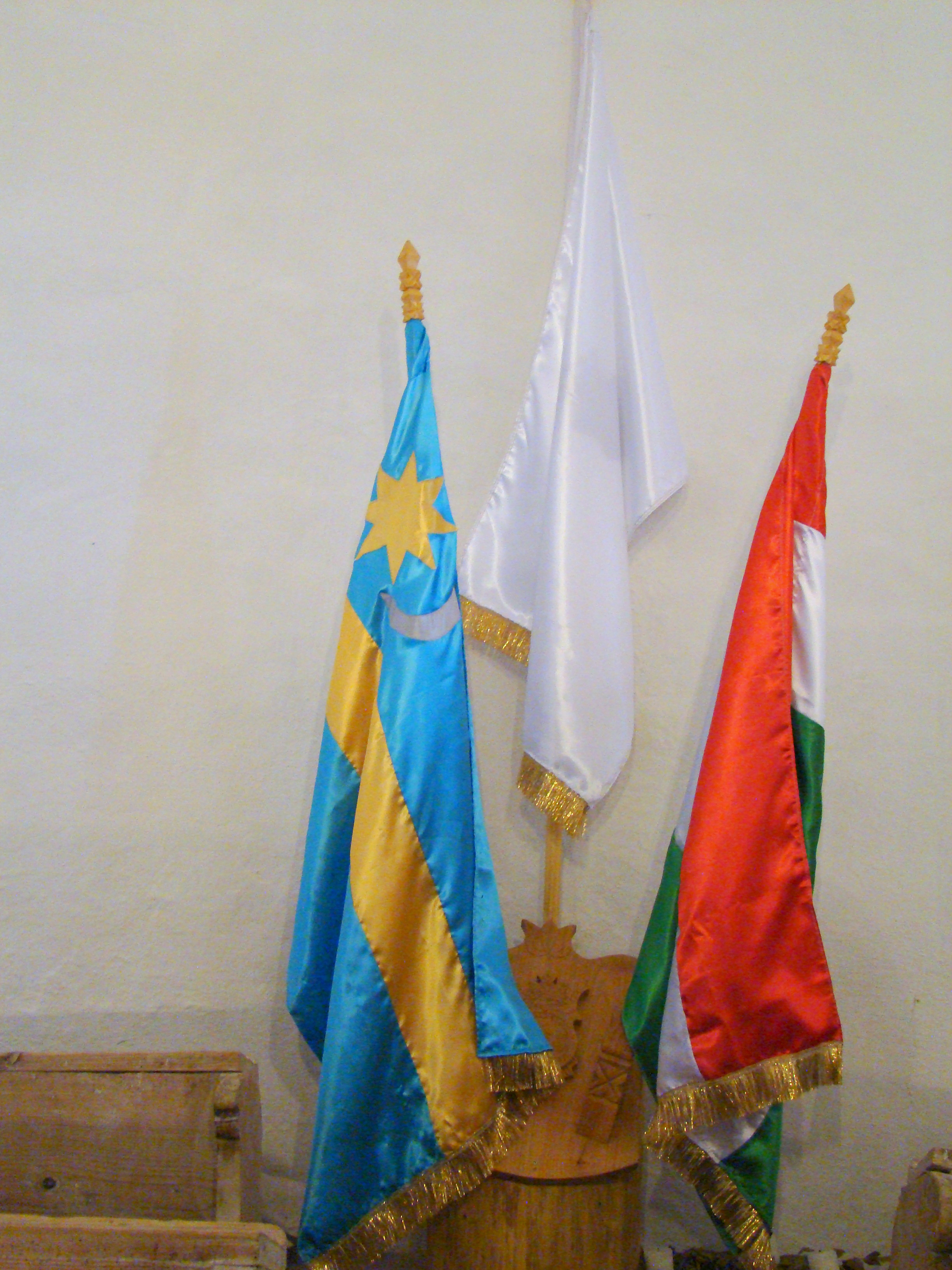
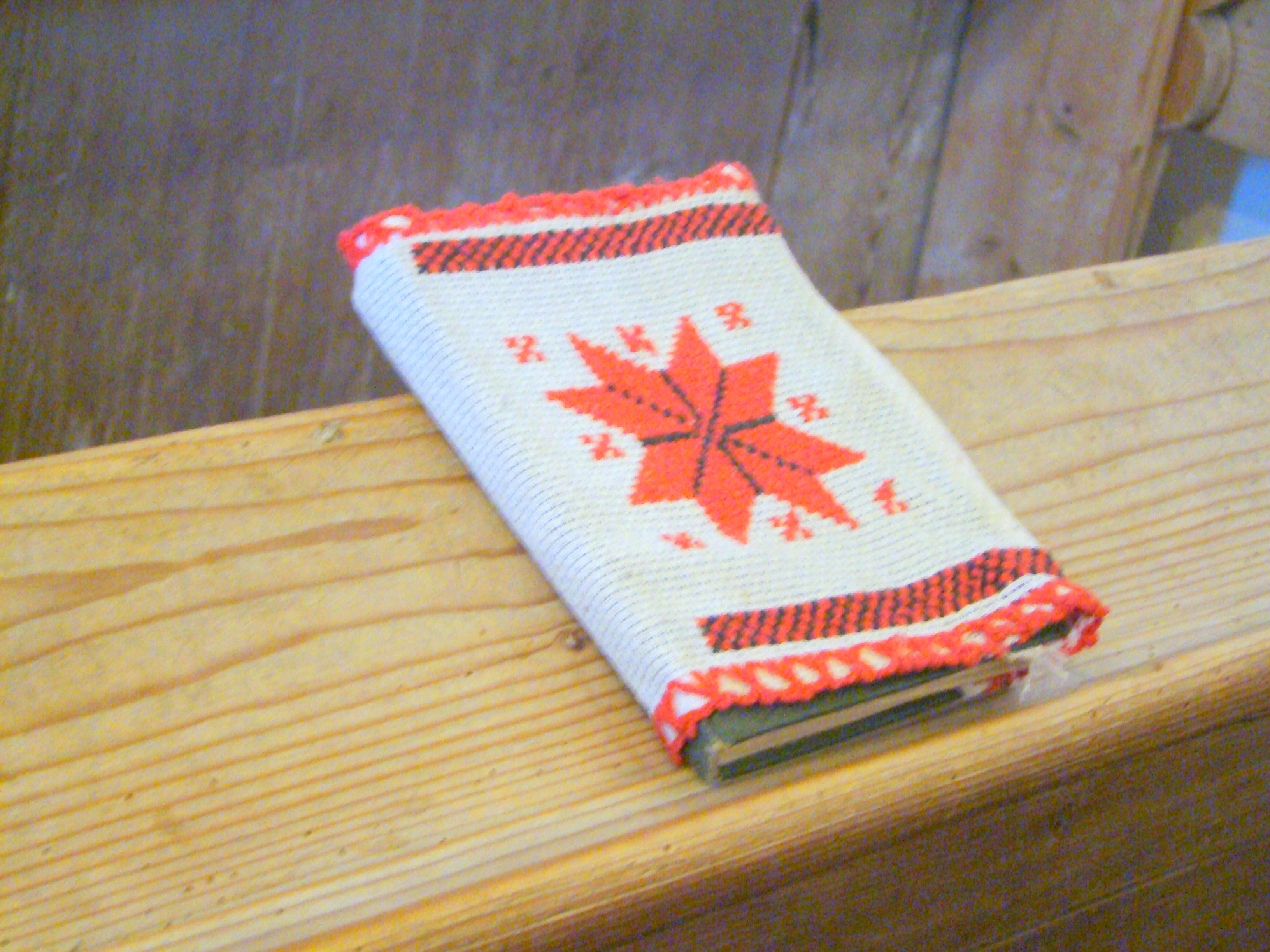
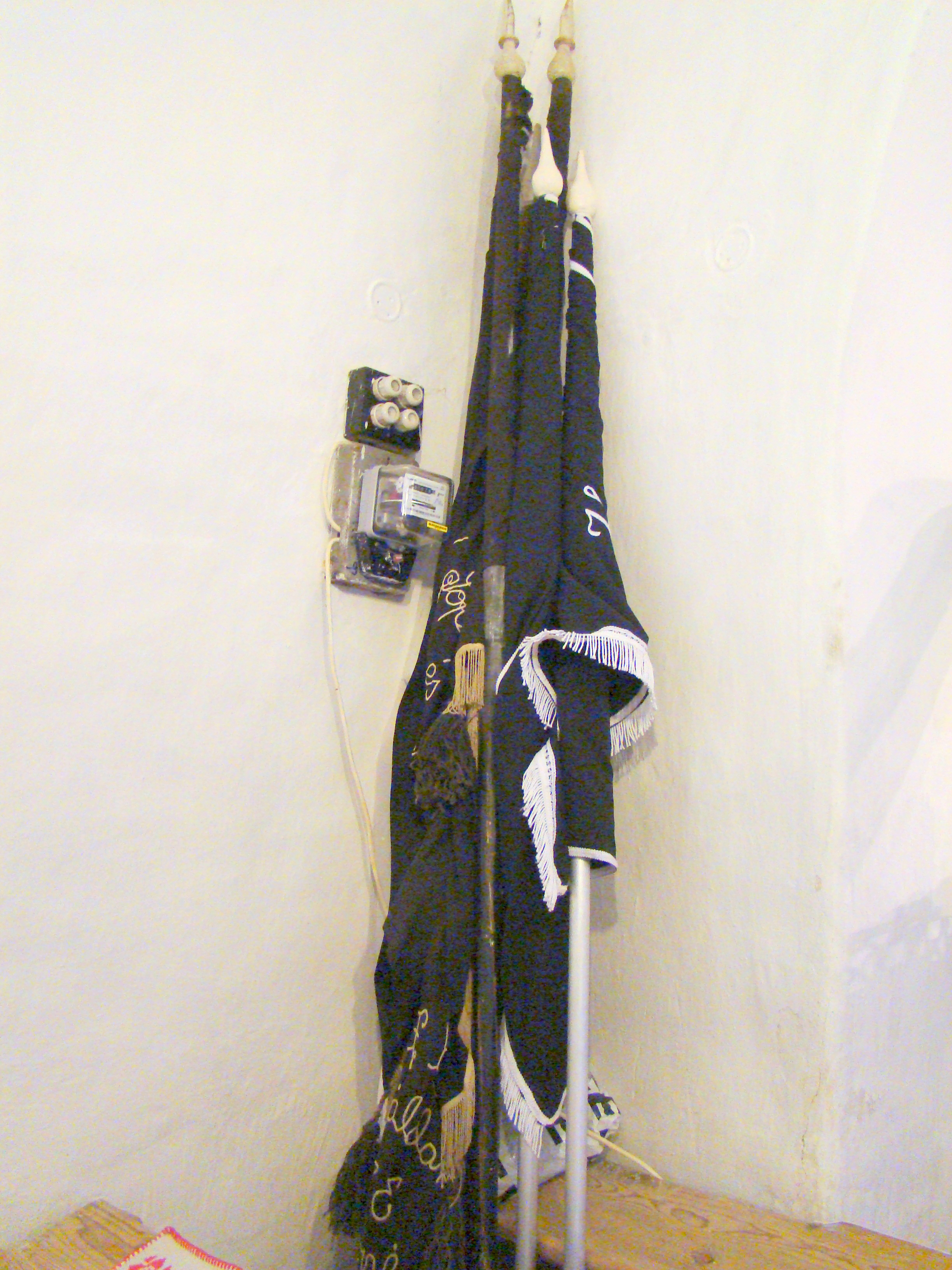
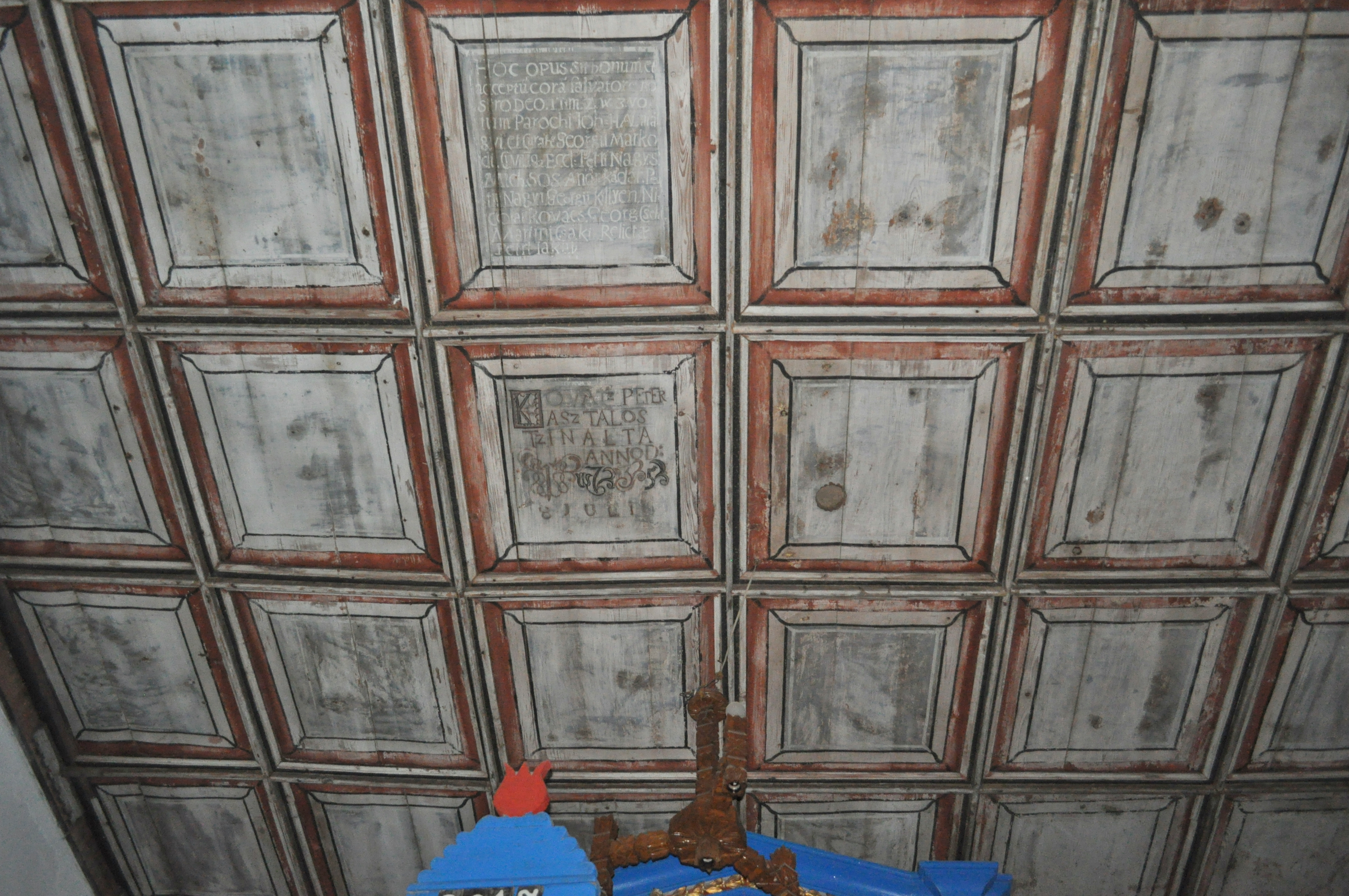
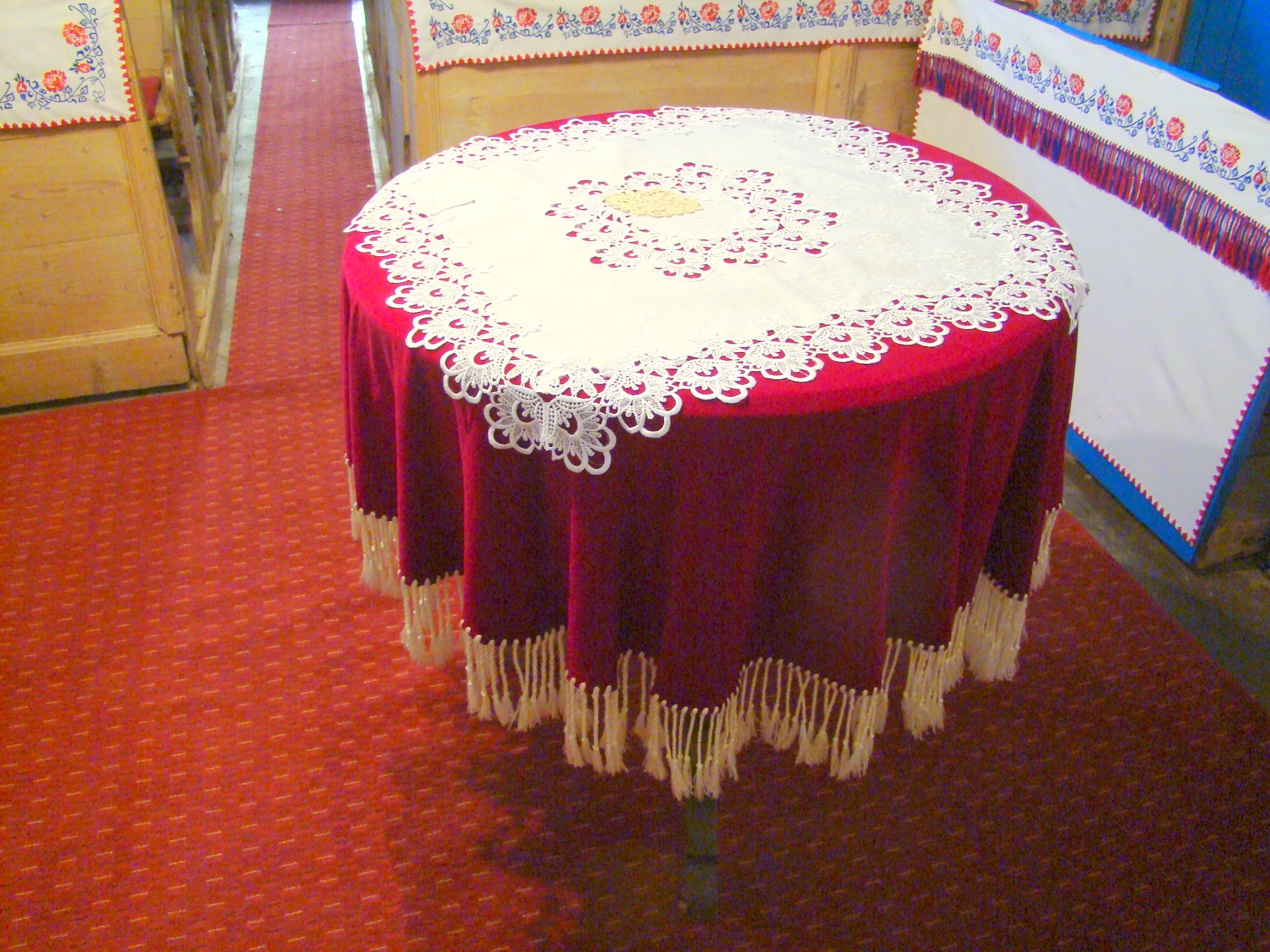
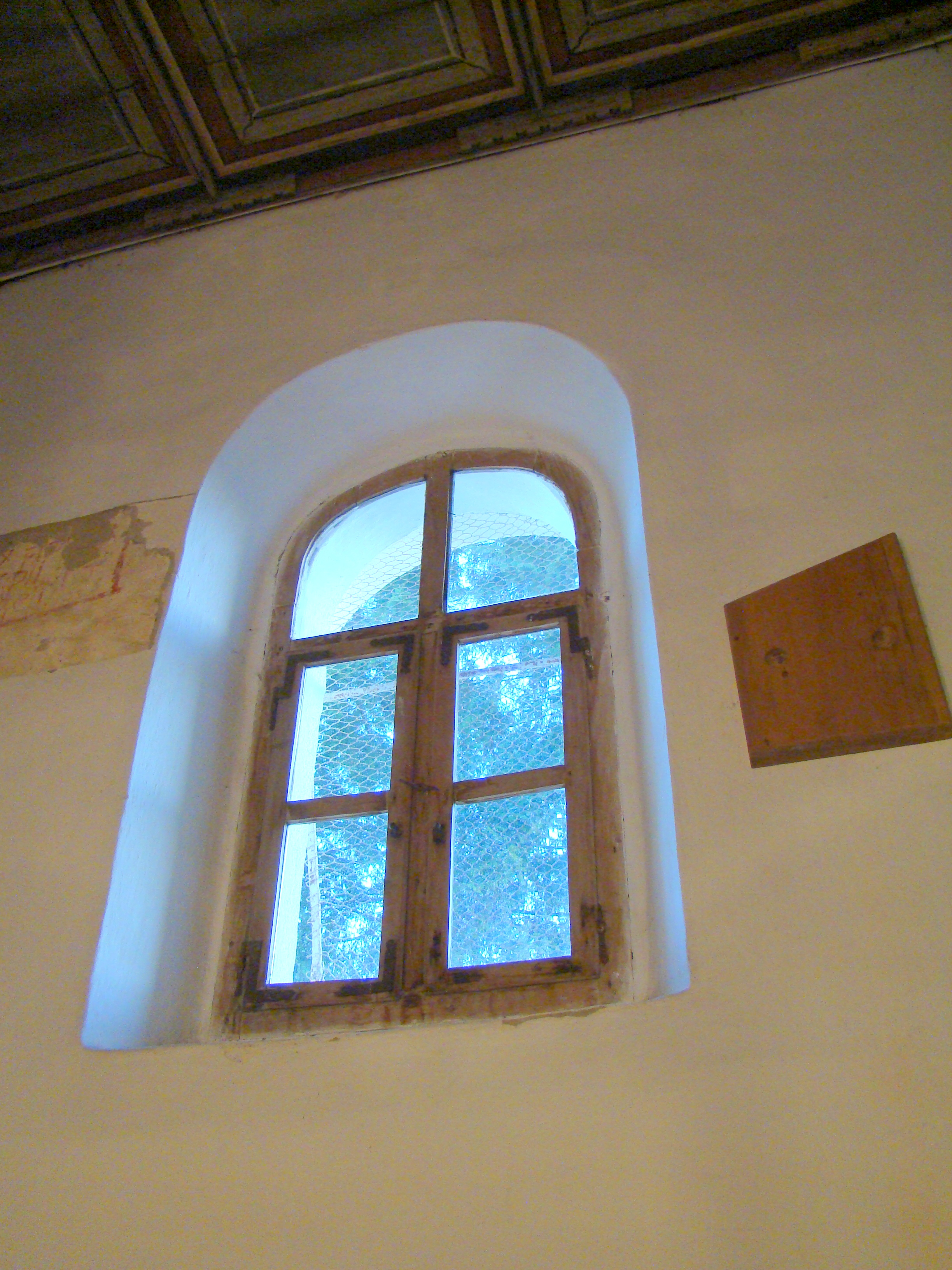
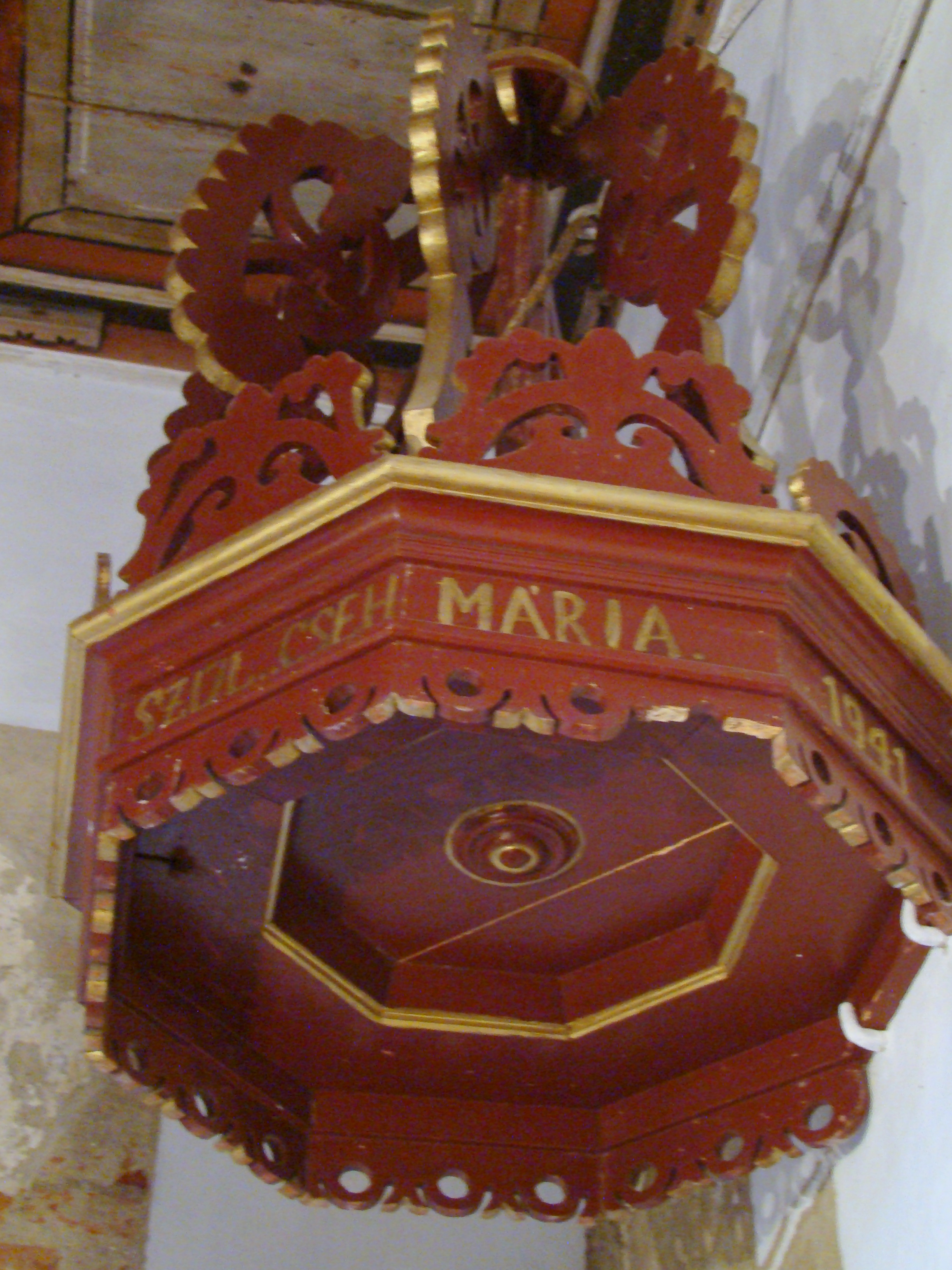
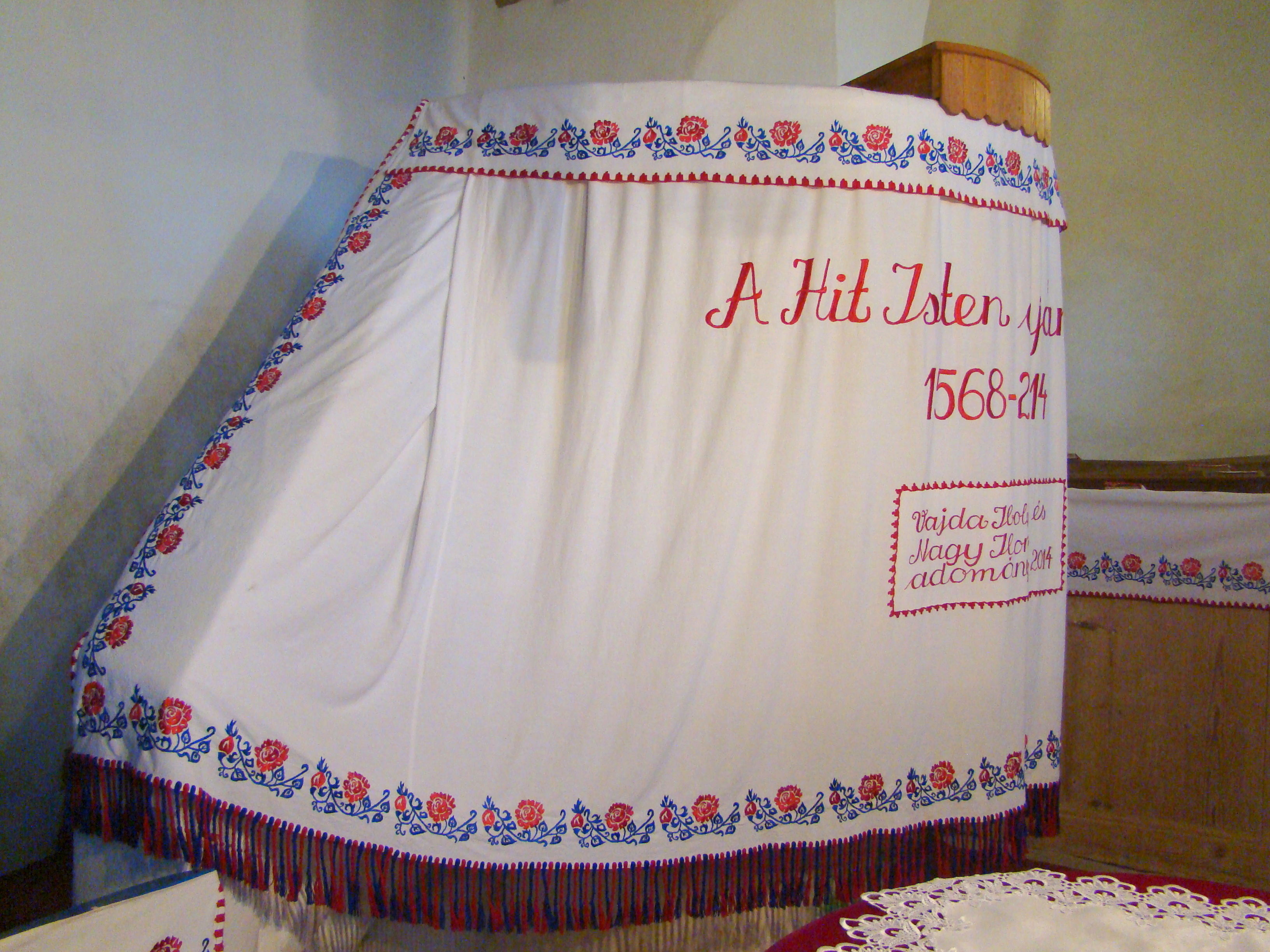
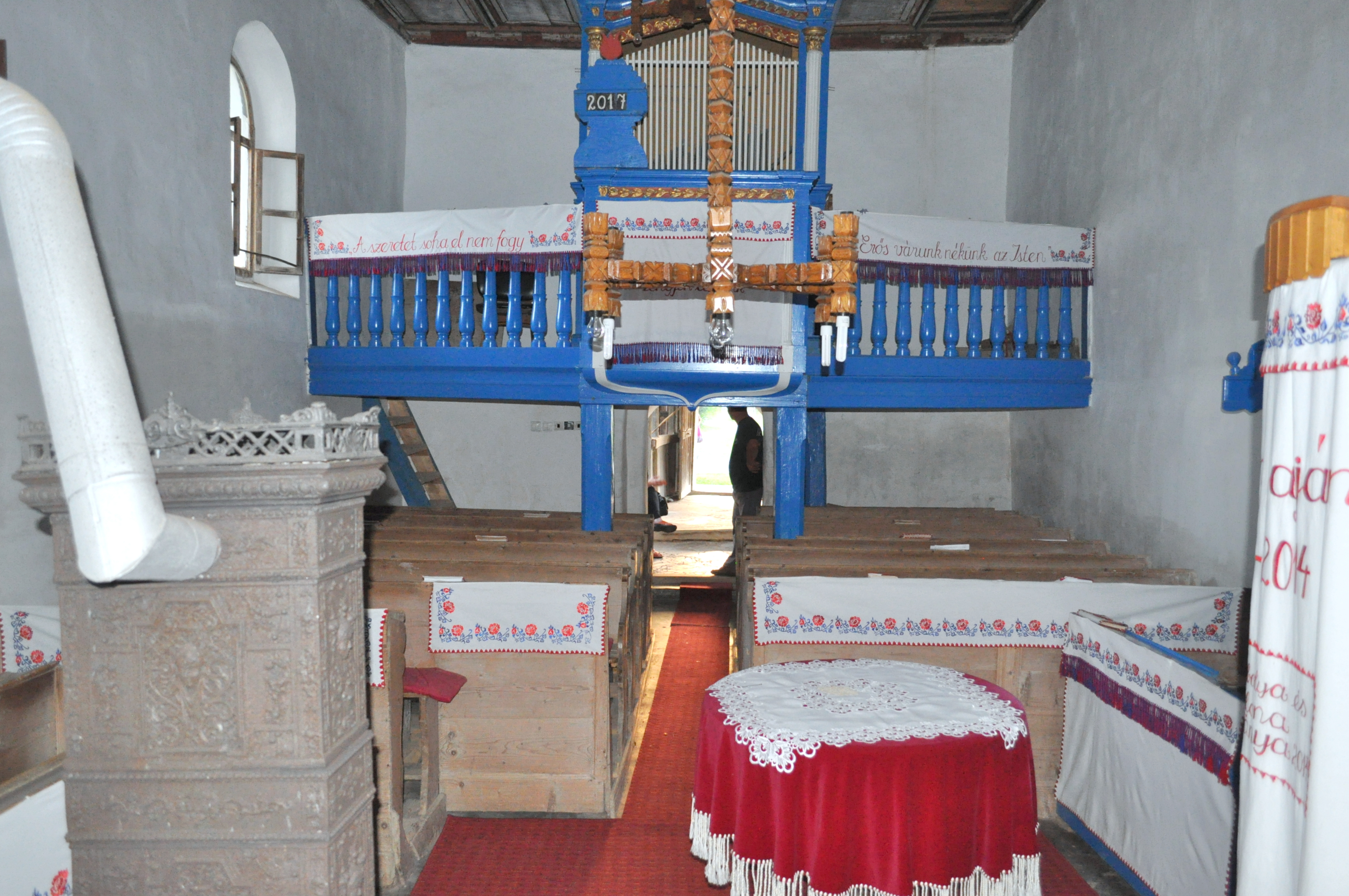
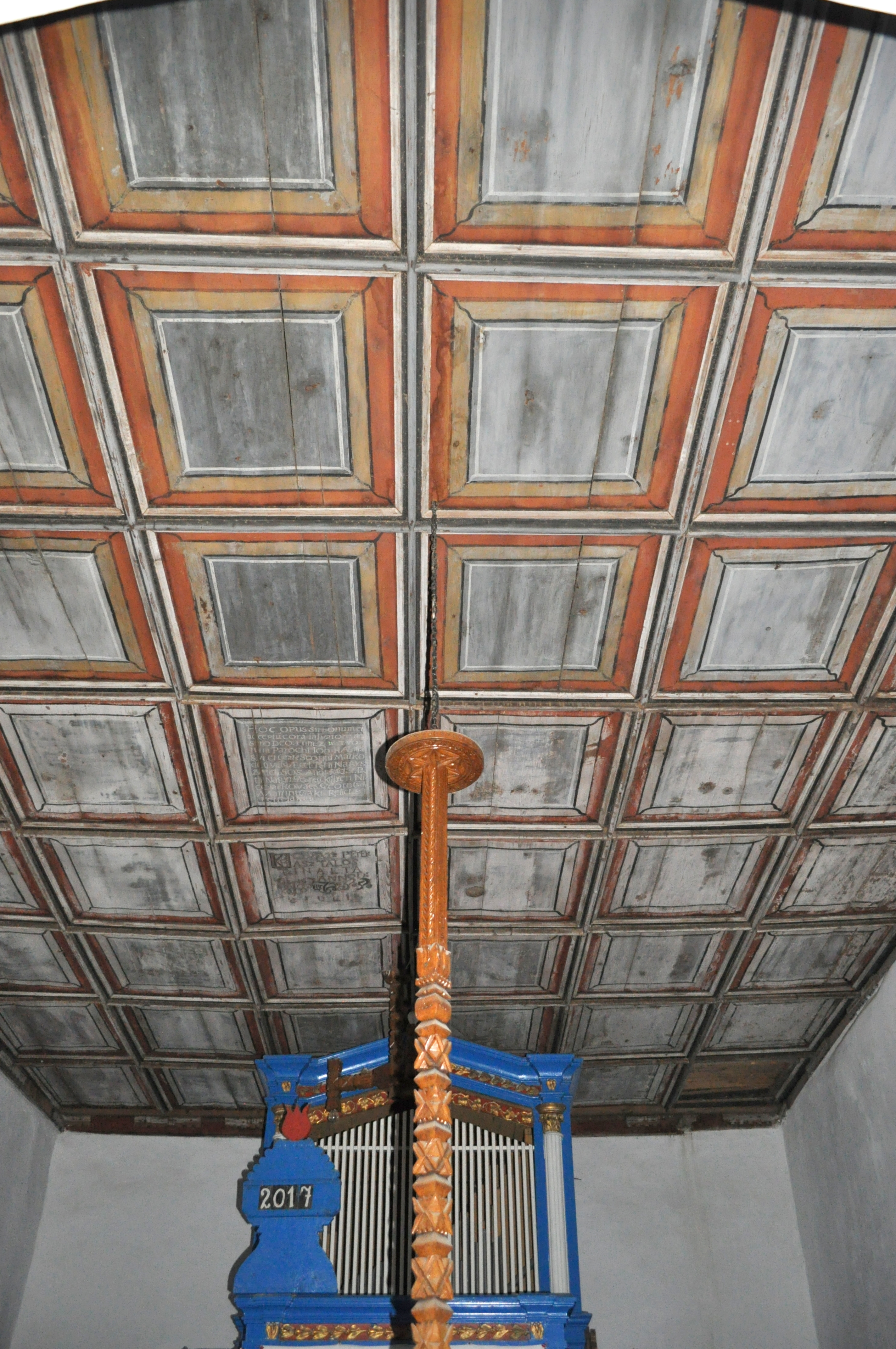
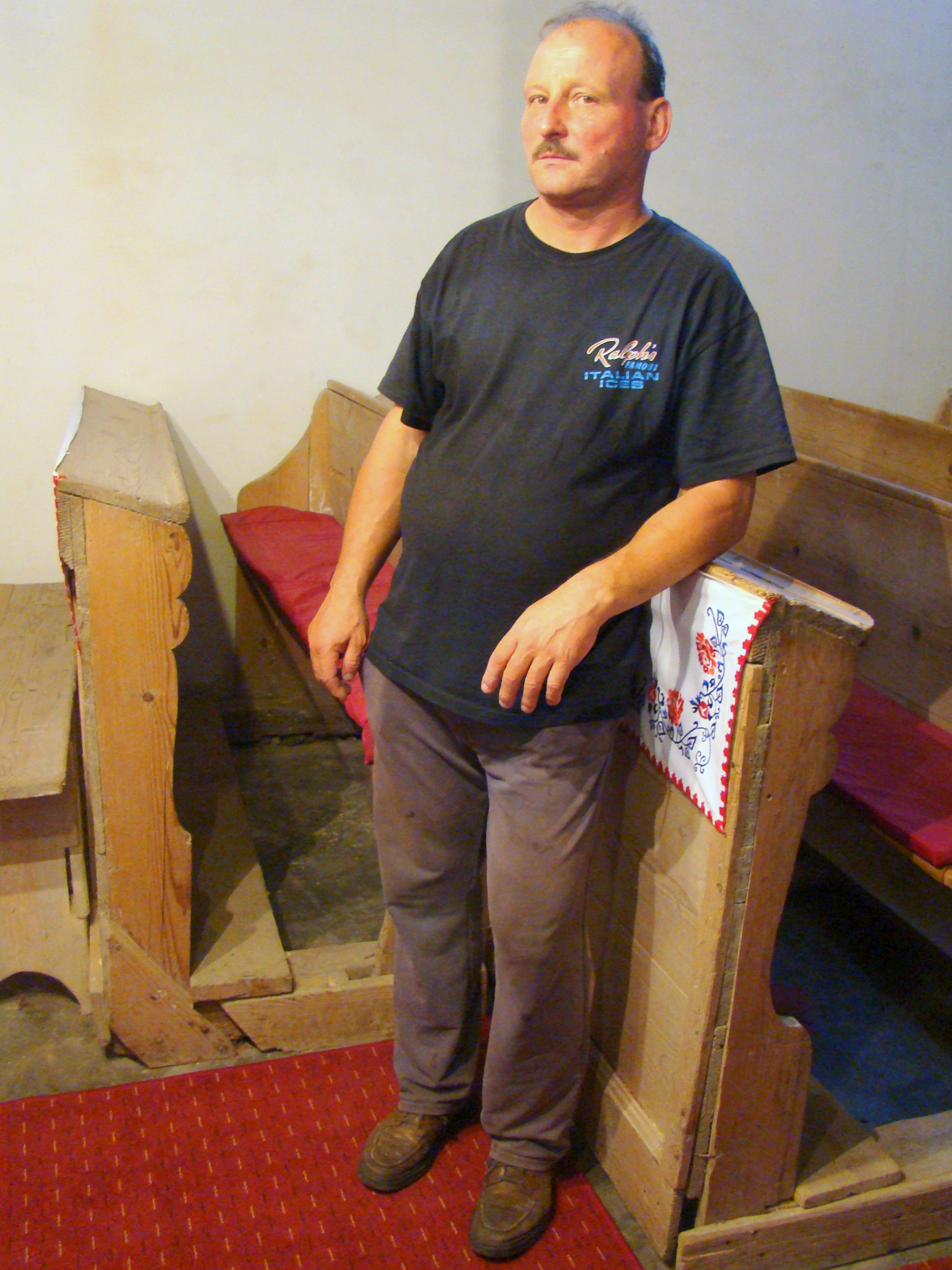
Epitropul bisericii unitariane, sat Maiad; comuna Gălești: Cseh József
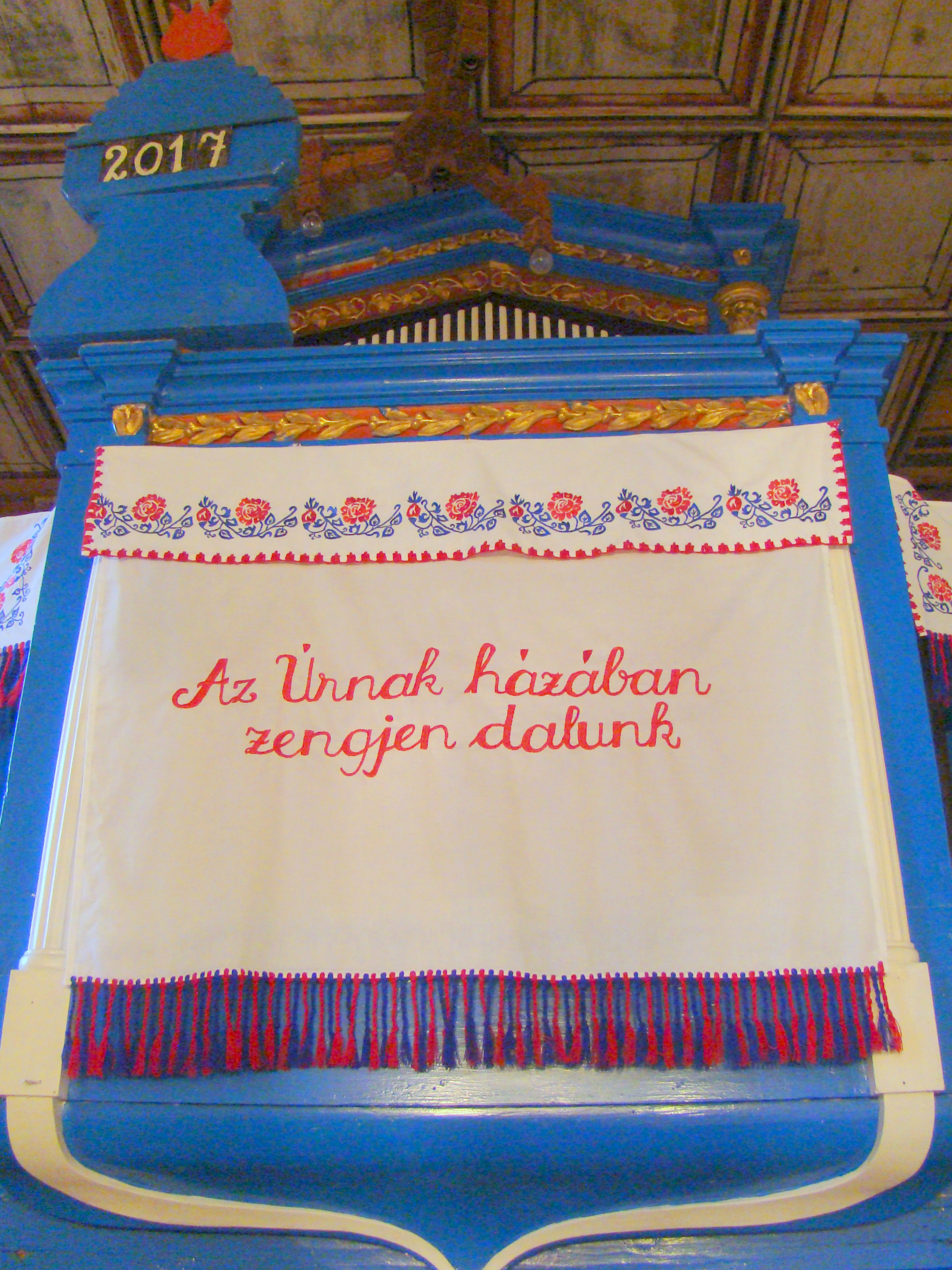
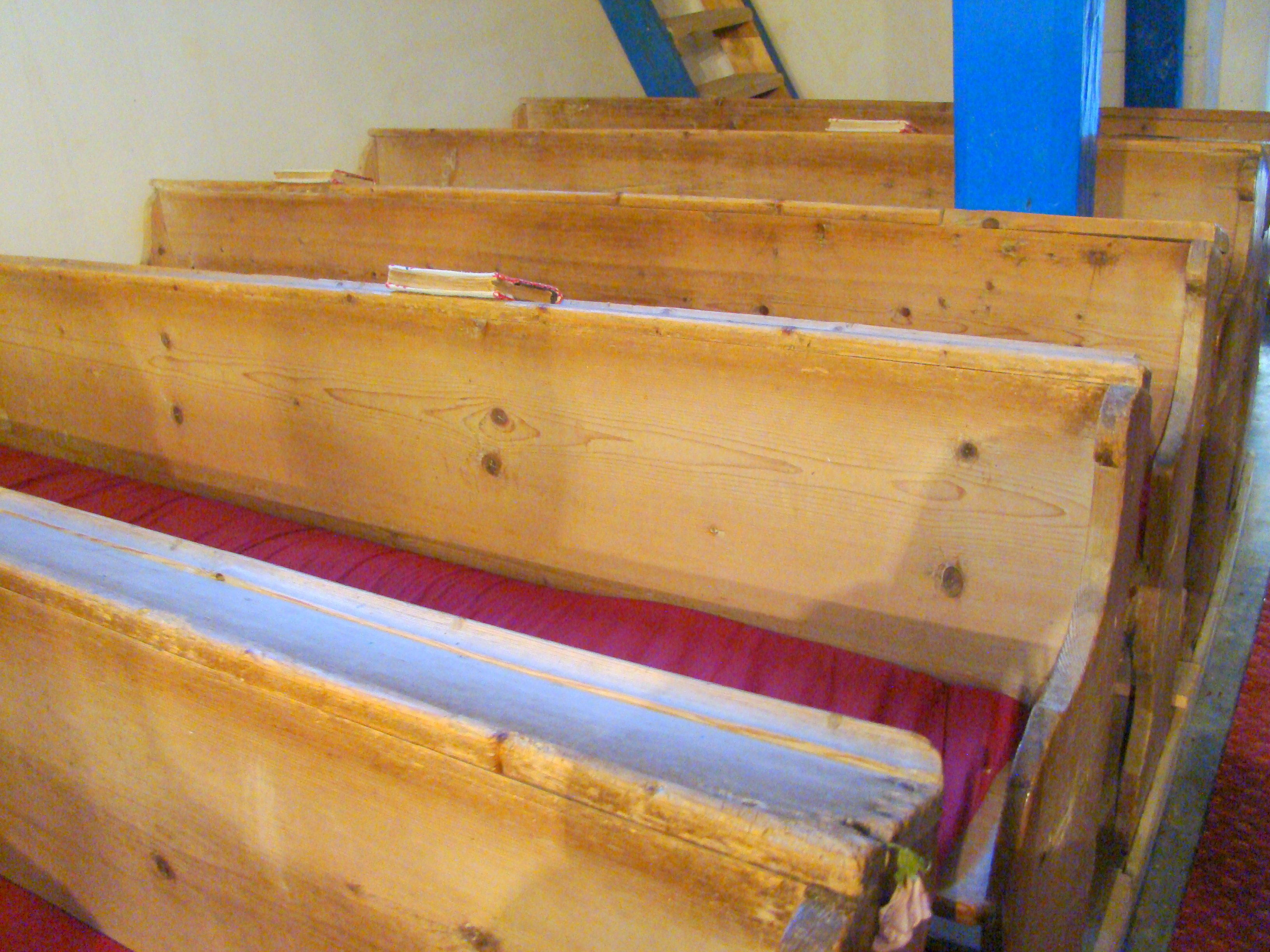
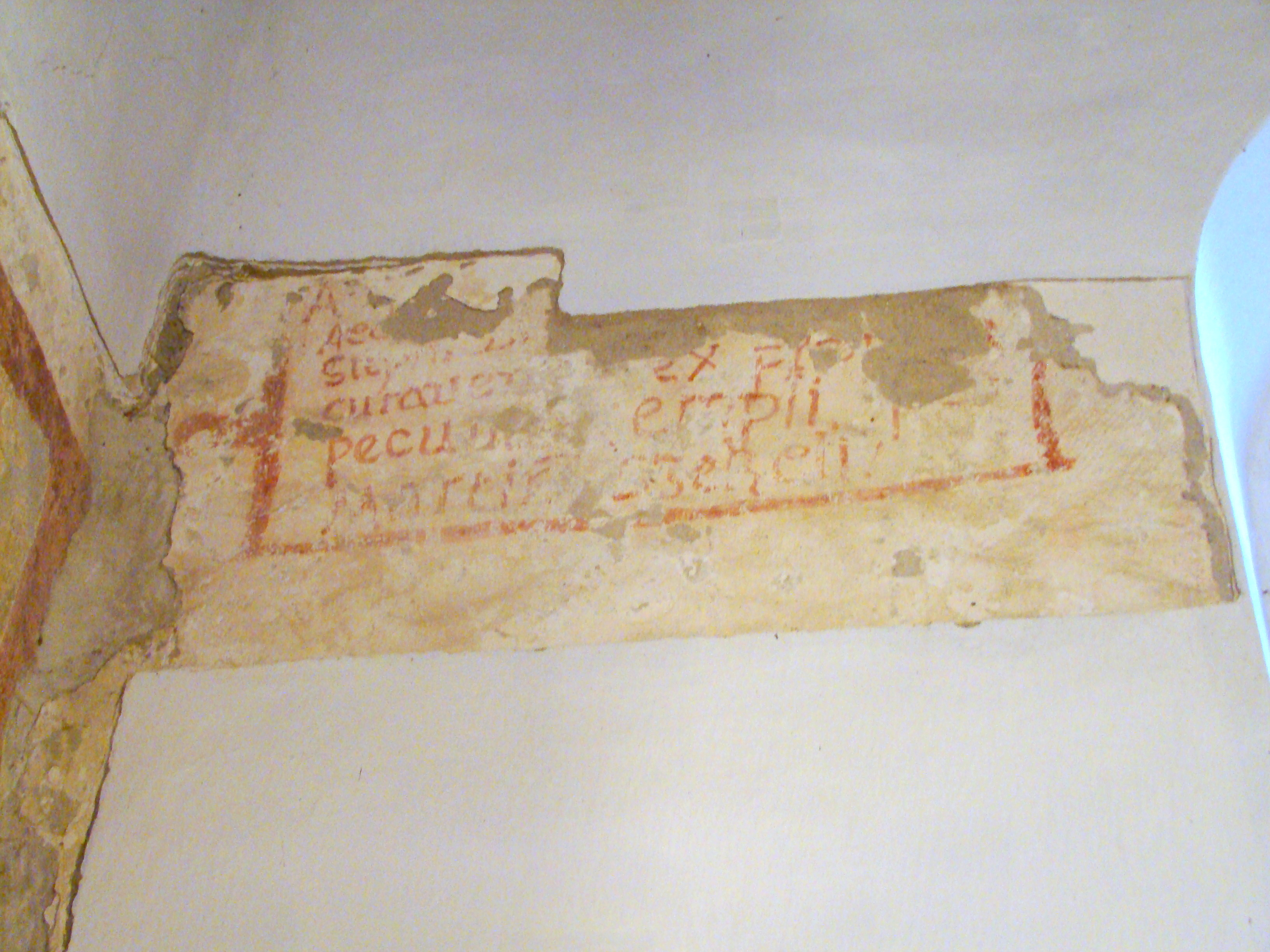